# 立花慎之介
立花 慎之介（たちばな しんのすけ、1978年4月26日 - ）は、日本の男性声優、歌手、推理作家。岐阜県岐阜市出身。BLACK SHIP代表取締役CEO。

## 経歴

### 生い立ち
学生時代は引っ込み思案だったため、人前に出るのが嫌だった。同時期に、テレビアニメ『機動戦士Vガンダム』で主役を務めた阪口大助の活躍を観て、職業としての声優を意識したこともあったという。

### 声優になるまで
高校1年生の時の誕生日にLDのデッキを買ってもらい、LDのアニメ『ああっ女神さまっ』を観たことがきっかけで声優を志す。アニメ雑誌を買ったり読んだりしていたところ、『声優グランプリ』、『VOiCE Animage』といった声優雑誌が出始めて、高校時代はなりたいものはなく「声優って面白そうだな」と強烈に興味がわいたという。
住んでいた岐阜県には声優の養成所も専門学校もなかったため、自分で情報を手繰り寄せていった結果、青二プロダクションが有名だと知り、エンディングテロップを見かけていたことから青二塾に入塾、声優業界で有名な青二プロダクションに所属というのが一つの目標になったという。
芝居は全く経験しておらず、高校の演劇部に所属する気持ちにもなれず、舞台演劇にはそれほど興味も持てていなかったという。高校在学中には自分で正しいアクセントを書いていた単語カードを作り勉強し、授業中も教科書の下には日本ナレーション演技研究所の教科書を仕込んでいたという。高校3年生の時に「声優になりたい」と家族に伝えたところ、家族には猛反対され、母には泣かれてしまったが、最終的には「なりたいなら」と応援してくれたという。
同じ声優志望の友人と3人で、青二塾の東京校を受けに行き、友人ひとりは落選したが、立花ともうひとりは合格し、岐阜県から上京。青二塾東京校18期卒業。同期に菅沼久義、三浦祥朗がいる。
声優デビュー前、同塾のオーディションで、青二プロダクションに所属できず、4年間ほど特別講師で来ていたパントマイミストの清水きよしにも教えてもらったパントマイムと青二塾の稽古でも行っていた日本舞踊（深水流）をやっていた。スクウェアでデバッグのアルバイトをしていたこともある。

### キャリア
偶々テレビアニメ『新世紀エヴァンゲリオン』などの音響制作をしていたオーディオ・タナカと縁ができ、「声優に本腰を入れたい」と話していたところ、オーディションを紹介される。受けていた主役のオーディションは最終審査まで残るも落ちたが、「別の役をやらないか」と言われ、2003年テレビアニメ『E'S OTHERWISE』のキョウ役で声優デビュー。その時、オーディションを紹介してくれたタナカが、「フリーでいるよりも、どこかに所属したほうがいいだろう」と声優事務所をいくつか紹介してもらい、ぷろだくしょんバオバブにデモテープを送り、所属した。

### 現在まで
2011年5月までぷろだくしょんバオバブに所属。同年6月よりアクセルワン所属。
2017年1月5日、ブログにて高梁碧との結婚を報告。入籍日は1月1日。
2018年3月31日、アクセルワンを退所。同年4月1日、福山潤との共同代表による新事務所BLACK SHIPを設立する。

## 人物・エピソード

### 特色
方言は名古屋弁、岐阜弁。声優としては吹き替え、アニメなどで活躍。
透明感のある爽やかな声が特徴で、主に少年から青年役を演じ、様々な役柄をこなす。『ふしぎ星の☆ふたご姫 Gyu!』のトーマを演じて以降作品への出演が増え、またゲーム、ドラマCDなどアニメ作品以外では眼鏡率が上がったという。また、同時期から出演し始めたBL作品でもこの傾向が顕著に表れていたという。
2008年頃から乙女ゲームの仕事が突然増加し、『ソラユメ』、『プティフール』、『GARNET CRADLE』などに出演。その後も『ときめきメモリアル Girl's Side 3rd Story』のオーディションを受けたところ出演が決まり、その半年後に『遙かなる時空の中で5』の出演が決まったという。
2013年『ヤングエース』掲載『箱庭の令嬢探偵（フロイライン）』（作画：おかざきおか）で漫画原作者デビュー。また、同作品の執事を主人公にした推理小説『探偵執事・九条公士郎』を執筆している。

### 交友・対人関係
成瀬誠と共に、音楽ユニットLux-ageを結成。日野聡と共に、音楽ユニットELEKITER ROUND φを結成(2020年解散)。楽曲の作詞を数多く手がける。
福山潤、小野大輔、菅沼久義、日野聡、近藤孝行、間島淳司らと同い年で、「DABA」（※Dの文字は反転している）というユニットを組んでいる。DABA内での名は「なまはげ」。

### 趣味・嗜好
資格は囲碁検定初段、普通自動車運転免許。趣味は写真、釣り、自転車、パソコン、ゲーム。特技はパントマイム（師：清水きよし）、日本舞踊（深水流）。中学校では卓球部に所属、高校では囲碁部に所属（初段）。デジタルアートも得意で、『日野聡vs立花慎之介 平成ニッポン・国取り合戦ラジオ!!』のマスコットキャラクター国取り丸やDABAのロゴマークのデザインを担当した。
城好きで、熊本城を復元する際に寄付をしたため天守閣に名前が書かれている。
『バトスピ大好き声優の生放送!2』でその強さを見せつけ、バトスピ界のミスターと称される。コール&レスポンスは「マスター? No! ミスター!!」。『ギャラクシー渡辺のバトスピやろうぜ!DX』の質問コーナーに「バトスピのカリスマになりたいのですがどうしたらなれますか」というメールを投稿し、番組内で読まれたことがある。
リアルマジシャンRYOTAに弟子入りし、スプーン曲げを習得した。
ファイナルファンタジーXIVファンフェスティバル2024にて東京ドームで初めて単独でカラオケを歌った声優になる。

### 家族
親は大学病院の勤務医で、父は歌手志望だった。母方は医学関係者。

## 出演
太字はメインキャラクター。

### テレビアニメ
2003年
- あたしンち（生徒B）
- E'S OTHERWISE（キョウ、研究員）
- さいころボット コンボック（ブルモーター）
- D.C. 〜ダ・カーポ〜（2003年 - 2005年、生徒、梅井） - 2シリーズ
- D・N・ANGEL（クラスメート）

2004年
- ケロロ軍曹（野次馬）
- 砂ぼうず（蛙一家）
- 蒼穹のファフナー Dead Aggressor（人類軍兵士）
- 花右京メイド隊 La Verite（通行人）
- 双恋（男子C）
- 美鳥の日々（友人B、客）

2005年
- あまえないでよっ!!（2005年 - 2006年、左近、男子生徒、ハヤブサ20、スタッフ） - 2シリーズ
- こみっくパーティー Revolution（迷彩リーダー）
- これが私の御主人様（親衛隊A、観客、警備員A）
- 南の島の小さな飛行機 バーディー（ロバート）
- ラムネ（男子生徒A）

2006年
- 学園ヘヴン BOY'S LOVE HYPER!（生徒2）
- 牙 -KIBA-（ヘリック、アレック、ゲイル）
- 金色のコルダ〜primo passo〜（男子B）
- CLUSTER EDGE（クラスター生徒）
- ゴーストハント（男）
- 地獄少女 二籠（弓枝の彼氏）
- となグラ!（男子生徒、ファンクラブ会員A）
- ひぐらしのなく頃に（村人、男B）
- ふしぎ星の☆ふたご姫 Gyu!（2006年 - 2007年、トーマ、司会）
- 護くんに女神の祝福を!（2006年 - 2007年、渡辺隆行）
- 焼きたて!!ジャぱん（観客）
- ラブゲッCHU 〜ミラクル声優白書〜（山下信輔）

2007年
- がくえんゆーとぴあ まなびストレート!（天宮武文）
- 彩雲国物語 第2シリーズ（皐韓升、若い武官）
- セイント・ビースト〜光陰叙事詩天使譚〜（中位天使A）
- 瀬戸の花嫁（ボブ）
- のだめカンタービレ（片山智治）
- Myself ; Yourself（日高佐菜、アニメイエロー）
- ロミオ×ジュリエット（ペンヴォーリオ）

2008年
- CLANNAD-クラナド-（男性客）
- 黒執事（2008年 - 2025年、ソーマ・アスマン・カダール） - 5シリーズ
- セキレイ（2008年 - 2010年、佐橋皆人） - 2シリーズ
- とらドラ!（ストーカー男）

2009年
- イナズマイレブン（2009年 - 2012年、立向居勇気、ルカ、ラファエレ・ジェネラーニ） - 2シリーズ
- けいおん!（店員）
- 鋼殻のレギオス（ソーホ）

2010年
- 裏切りは僕の名前を知っている（ルゼ＝クロスゼリア、宇筑）
- ジュエルペット てぃんくる☆（神内祐馬、祐馬の父）
- 心霊探偵 八雲（中原達也）
- 殿といっしょ（2010年 - 2011年、直江兼続、浅井長政） - 2シリーズ

2011年
- いつか天魔の黒ウサギ（鉄大兎）
- お兄ちゃんのことなんかぜんぜん好きじゃないんだからねっ!!（岸川啓一郎）
- 神様のメモ帳（篠崎俊夫）
- SKET DANCE（内田孝昭）
- 世界一初恋（吉野千秋、男性） - 2シリーズ
- にゃんぱいあ The Animation（ヴァンパイア、ナレーション）
- ポケットモンスター ベストウイッシュ（ユウト）
- 夢喰いメリー（秋柳貴照）
- 47都道府犬（岐阜犬）

2012年
- アクセル・ワールド（磁石アバター）
- 神様はじめました（2012年 - 2015年、巴衛） - 2シリーズ
- 機動戦士ガンダムAGE（グリン・ライズ）
- 銀河へキックオフ!!（降矢竜持）
- CRASH!（紫ノ塚怜）
- クロスファイト ビーダマン（2012年 - 2013年、黒渕バサラ） - 2シリーズ
- ジュエルペット きら☆デコッ!（サンマ）
- ゼロの使い魔F（ヴィットーリオ・セレヴァレ〈聖エイジス32世〉）
- 超速変形ジャイロゼッター（2012年 - 2013年、トーマ）
- バクマン。（七峰透）
- バトルスピリッツ ソードアイズ（2012年 - 2013年、ジャスティス立花）

2013年
- 俺の脳内選択肢が、学園ラブコメを全力で邪魔している（チャラ神）
- ガンダムビルドファイターズ（2013年 - 2016年、ニルス・ニールセン） - 2シリーズ + 特別編
- DD北斗の拳（2013年 - 2015年、ケンシロウ） - 2シリーズ
- まおゆう魔王勇者（辣腕会計）
- 魔界王子 devils and realist（ベルゼビュート）

2014年
- 最強銀河 究極ゼロ 〜バトルスピリッツ〜（ジャスティス立花）
- テラフォーマーズ（2014年 - 2016年、ウォルフ・レッドフィールド） - 2シリーズ
- とある飛空士への恋歌（ベンジャミン・シェリフ）
- 東京喰種トーキョーグール（2014年 - 2018年、滝澤政道 / オウル） - 4シリーズ
- ハイキュー!!（2014年 - 2020年、夜久衛輔） - 4シリーズ
- ハマトラ（白鳥コウイチ）
- まじもじるるも（眼鏡審査員）
- マジンボーン（2014年 - 2015年、ルーク）
- メカクシティアクターズ（カノ / 鹿野修哉）

2015年
- オーバーロード（ペロロンチーノ）
- クレヨンしんちゃん（池目先生）
- Go!プリンセスプリキュア（プリンス・ホープ・グランド・カナタ）
- コンクリート・レボルティオ〜超人幻想〜（2015年 - 2016年、ジュダス） - 2シリーズ
- バトルスピリッツ 烈火魂（長良道三）
- 枕男子（千切夜宵）
- みんな集まれ!ファルコム学園SC（ユーシス・アルバレア）
- 名探偵コナン（2015年 - 2019年、石井篤史、立花淳之介）
- 山田くんと7人の魔女（玉木真一、小田切寧々親衛隊B）

2016年
- あはれ!名作くん（かさ蔵、タイソン）
- うどんの国の金色毛鞠（永妻宏司、カップル（男）、たいようさん、うちゅうせんくん、なれーしょん）
- おじゃる丸（カズマ似のおじさん、オヤツがしら）
- 12歳。〜ちっちゃなムネのトキメキ〜（三上稲葉） - 2シリーズ
- 石膏ボーイズ（メディチ）
- D.Gray-man HALLOW（ハワード・リンク）
- TRICKSTER -江戸川乱歩「少年探偵団」より-（花崎晴彦）
- バディゴ!（帝）
- ビッグオーダー（柊義経）
- 一人之下 the outcast（2016年 - 2018年、徐四） - 2シリーズ
- ふうせんいぬティニー（エリマキトカゲ）
- マクロスΔ（ノーマン・クロース）

2017年
- 王室教師ハイネ（マクシミリアン）
- 信長の忍び（2017年 - 2018年、明智光秀 他） - 3シリーズ
- 恋愛暴君（楠梛斗）
- 縁結びの妖狐ちゃん（梵雲飛）
- 恋と嘘（仁坂悠介）
- コンビニカレシ（中島帝）
- ひとりじめマイヒーロー（支倉麻也）
- DYNAMIC CHORD（英時明）
- 王様ゲーム The Animation（橋本直也）

2018年
- ベイブレードバースト 超ゼツ（御朱印スオウ）
- 陰陽師（万年竹）
- 千銃士（シャルルヴィル）
- 夢王国と眠れる100人の王子様（ギルバート）
- アンゴルモア 元寇合戦記（少弐景資）
- 百錬の覇王と聖約の戦乙女（スカーヴィズ）
- ISLAND（御原切那）
- 寄宿学校のジュリエット（アビ・シニア、生徒、男子生徒）

2019年
- 明治東亰恋伽（小泉八雲）
- 真夜中のオカルト公務員（渋谷区職員、アザゼル）
- ポチっと発明 ピカちんキット（日ノ本ソラ）
- かつて神だった獣たちへ（ダニエル / スプリガン）
- 胡蝶綺 〜若き信長〜（沢彦宗恩）
- 鬼滅の刃（累の父）

2020年
- number24（由布郁斗）
- ネコぱら（水無月嘉祥）
- ぼくのとなりに暗黒破壊神がいます。（最上君影）
- アイドリッシュセブン シリーズ（2020年 - 2023年、千） - 3シリーズ
- 文豪とアルケミスト 〜審判ノ歯車〜（島崎藤村）
- プランダラ（ヴァンヴィッヒ）
- アルゴナビス from BanG Dream!（烏丸玲司）
- 魔王学院の不適合者 〜史上最強の魔王の始祖、転生して子孫たちの学校へ通う〜（リオルグ・インドゥ）

2021年
- 装甲娘戦機（フクシ）
- 異世界魔王と召喚少女の奴隷魔術Ω（バナクネス）
- さよなら私のクラマー（坂本リョーマ）
- セスタス -The Roman Fighter-（ソロン）
- TSUKIPRO THE ANIMATION 2（栗谷創玄）

2022年
- 乙女ゲー世界はモブに厳しい世界です（ブラッド・フォウ・フィールド）
- じゃんたま PONG☆（明智英樹）
- 盾の勇者の成り上がり（カズキ）
- 悪役令嬢なのでラスボスを飼ってみました（レスター・クレイン）
- ブルーロック（2022年 - 2024年、時光青志） - 2シリーズ

2023年
- 解雇された暗黒兵士（30代）のスローなセカンドライフ（リゼート）
- BORUTO-ボルト- NARUTO NEXT GENERATIONS（フンダル）
- ノケモノたちの夜（ノア・ブラックベル）
- マッシュル-MASHLE-（クロード・ルッチ）
- 実は俺、最強でした?（ライアス・オルテアス）

2024年
- 百千さん家のあやかし王子（紫）
- ループ7回目の悪役令嬢は、元敵国で自由気ままな花嫁生活を満喫する（ケイン・タリー）
- わんだふるぷりきゅあ!（2024年 - 2025年、メエメエ）
- 変人のサラダボウル（タケオ）
- ハイガクラ（羅漢）
- 来世は他人がいい（小津健斗）
- 株式会社マジルミエ（横出）
- 最凶の支援職【話術士】である俺は世界最強クランを従える（ジーク）

2025年
- 魔法使いの約束（シャイロック）
- Unnamed Memory Act.2（声）
- 中禅寺先生物怪講義録 先生が謎を解いてしまうから。（榎木津礼二郎）
- 完璧すぎて可愛げがないと婚約破棄された聖女は隣国に売られる（ライハルト・パルナコルタ）
- キングダム（亜花錦）

### 劇場アニメ
2000年代
- ジョジョの奇妙な冒険 ファントムブラッド（2007年、友人、船員）

2010年代
- 009 RE:CYBORG（2012年、サムエル・クライン）
- 宇宙戦艦ヤマト2199 星巡る方舟（2014年、クリム・メルヒ）
- 劇場版 世界一初恋 〜横澤隆史の場合〜（2014年、吉野千秋）
- 劇場版 明治東亰恋伽 〜弦月の小夜曲〜（2015年、小泉八雲）
- カゲロウデイズ-in a day's-（2016年、カノ）
- PEACE MAKER 鐵（2017年、大和屋鈴）
- 宇宙の法—黎明編—（2018年、エロス）
- 劇場版 王室教師ハイネ（2019年、マクシミリアン）

2020年代
- 世界一初恋 〜プロポーズ編〜（2020年、吉野千秋）
- 劇場版 Fate/stay night [Heaven's Feel] III.spring song（2020年、マキリ・ゾォルケン）
- 劇場版アイドリッシュセブン LIVE 4bit BEYOND THE PERiOD（2023年、千）
- 劇場版ハイキュー!! ゴミ捨て場の決戦（2024年、夜久衛輔）
- 劇場版ブルーロック -EPISODE 凪-（2024年、時光青志）
- わんだふるぷりきゅあ!ざ・むーびー! ドキドキ♡ゲームの世界で大冒険!（2024年、メエメエ）

### OVA
2004年
- アカネマニアックス（男生徒）

2005年
- 撲殺天使ドクロちゃん（松永、吉田）

2006年
- マリア様がみてる 3rdシーズン（花寺学院生徒）

2007年
- 冬の蝉（官軍）

2010年
- 殿といっしょ（直江兼続）

2011年
- いつか天魔の黒ウサギ 心移りの登校日 〜すくーる・あてんだんす・でぃ〜（鉄大兎）
- 世界一初恋 〜羽鳥芳雪の場合〜（吉野千秋）
- デッドマン・ワンダーランド（新堂アキラ）

2012年
- サクラ大戦奏組（フランシスコ・ルイス・アストルガ） - コミックス第1巻限定版
- タイトロープ（里谷直樹）
- ファインダーシリーズ（2012年 - 2015年、タカト） - 2作品
- 47都道府犬 2012夏（岐阜犬）

2013年
- 神様はじめました（2013年 - 2016年、巴衛） - コミックス16・22 - 25巻限定版
- 山田くんと7人の魔女（玉木真一） - コミックス第15巻限定版

2015年
- 黒執事 Book of Murder（ソーマ・アスマン・カダール）
- ハイキュー!!（2015年 - 2020年、夜久衛輔） - コミックス第15巻アニメDVD付予約限定版、OVA『陸 VS 空』
- ビッグオーダー（柊義経） - コミックス第8巻限定版

2017年
- ネコぱら OVA（水無月嘉祥）

### Webアニメ
2000年代
- 亡念のザムド（2008年、寺岡フルイチ）

2010年代
- 雛蜂-BEE-（2015年、孫浩軒）
- ベイウォーリアーズ サイボーグ（2015年、マリウス、調査員B、住民B）
- ニンジャスレイヤー フロムアニメイシヨン（2015年、フィルギア）
- ホイッスル!（ボイスリメイク版）（2016年、水野竜也）
- ガンダムビルドファイターズ GMの逆襲（2017年、ニルス・ニールセン）
- ゼノンザード THE ANIMATION（2019年、ヨルスケ・ヨーライハ）

2020年代
- 腐男子召喚〜異世界で神獣にハメられました〜（2024年、呉）

### ゲーム
2006年
- タンクビート（クルス・プロキロウル）
- メタルウルフREV（クロード）

2007年
- がくえんゆーとぴあ まなびストレート! キラキラ☆Happy Festa!（天宮武文）
- THE BATTLE OF 幽☆遊☆白書 〜死闘! 暗黒武術会〜 120%（妖怪S）
- 召喚少女 〜ElementalGirl Calling〜（フェルベゴル、リジー）
- ドラゴンクエストソード 仮面の女王と鏡の塔（城の兵士）
- Myself ; Yourself / Myself ; Yourself それぞれのfinale（2007年 - 2009年、日高佐菜） - 2作品

2008年
- インフィニット アンディスカバリー（カペル）
- ヴァルキリープロファイル 咎を背負う者（クリストフ、兵士2）
- カヌチ  白き翼の章 / 黒き翼の章 / 二つの翼（2008年 - 2010年、ミトシ・フレスカ） - 3作品
- ソラユメ / ソラユメ portable（2008年 - 2009年、朝峰涼志） - 2作品
- プティフール（唐沢悠太）
- Real Rode / Real Rode PORTABLE（2008年 - 2010年、シン） - 2作品

2009年
- アガレスト戦記ZERO（ジークハイト）
- アルコバレーノ! / アルコバレーノ! ポータブル（2009年 - 2010年、那須春斗） - 2作品
- イナズマイレブン2 脅威の侵略者（立向居勇気）
- S彼氏上々〜王子の誘惑〜（山神充）
- GARNET CRADLE（2009年 - 2011年、The prince of GARNET / サーリヤ） - 3作品
- セキレイ 〜未来からのおくりもの〜（佐橋皆人）
- Last Escort -Club Katze-（つばさ）
- ロロナのアトリエ 〜アーランドの錬金術士〜（イクセル・ヤーン）

2010年
- あすか! 〜僕ら星灯高校野球団〜（焔大地）
- イナズマイレブン3 世界への挑戦!!（立向居勇気）
- S彼氏上々〜絡まる恋の糸〜（山神充）
- TAKUYO Mix Box 〜ファーストアニバーサリー〜（朝峰涼志）
- ときめきメモリアル Girl's Side 3rd Story / Premium 〜3rd Story〜（2010年 - 2012年、設楽聖司） - 2作品
- トトリのアトリエ 〜アーランドの錬金術士2〜（イクセル・ヤーン）
- Le Ciel Bleu 〜ル・シエル・ブルー〜（セオドア）

2011年
- Are you Alice?（ロゼ）
- いつか天魔の黒ウサギ Portable（鉄大兎）
- イナズマイレブン ストライカーズ（2011年 - 2012年、立向居勇気、ベルゼブ、ラファエレ・ジェネラーニ、オットリーノ・ノビリ） - 3作品
- お菓子な島のピーターパン 〜Sweet Never Land〜（マイケル＝ダーリング）
- Starry☆Sky 〜After Autumn〜 / 〜After Autumn〜 Portable（2011年 - 2013年、陽日直太郎） - 2作品
- 遙かなる時空の中で5 / 遙かなる時空の中で5 風花記（2011年 - 2012年、小松帯刀） - 2作品
- Black Robinia（如月秋羅）
- ワンド オブ フォーチュン2 〜時空に沈む黙示録〜 / FD 〜君に捧げるエピローグ〜（2011年 - 2012年、ソロ・モーン） - 2作品

2012年
- アブナイ恋の捜査室（如月公平）
- エルクローネのアトリエ 〜Dear for Otomate〜（シュテファン）
- 神さまと恋ゴコロ（如月征都）
- 源狼 GENROH（源義経）
- D.C.III 〜ダ・カーポIII〜（2012年 - 2013年、桜内義之） - 3作品
- シノバズセブン（昴ウォーレン）
- スクール・ウォーズ（都丸京平）
- 戦国大戦（2012年 - 2016年、宇喜多直家、川上久朗、島津義久、穂井田元清、上杉景勝、片倉小十郎、加藤清正、黒田官兵衛、池田恒興、沢彦宗恩、立花宗茂、徳川家康、徳川秀忠、鳥居強右衛門、平岩親吉、真柄直隆、浅井亮政、今川氏輝、種子島恵時、長宗我部兼序、松平清康、三好載克、毛利勝永、黒田如水、立花直次 他） - 5作品
- 十鬼の絆 〜関ヶ原奇譚〜（朧八千代）
- 華アワセ 蛟編（姫空木）
- ひとふた奇譚（左坤由久）
- 白虎隊 志士異聞記（吾妻業平）
- 山の手男子（芹沢輝）
- 闇からのいざない TENEBRAE I（佐伯翔馬）
- 嫁コレ（2012年 - 2013年、小松帯刀、巴衛）

2013年
- 英雄伝説 閃の軌跡（ユーシス・アルバレア）
- 神様はじめました〜ドキドキあやかしLOVE〜（巴衛）
- 新・ロロナのアトリエ はじまりの物語〜アーランドの錬金術士〜（イクセル・ヤーン）
- スクール・ウォーズ〜卒業戦線〜（都丸京平）
- SNOW BOUND LAND（オルヴァ）
- Double Score 〜Cosmos×Camellia〜（周防壱成）
- 超速変形ジャイロゼッター アルバロスの翼（トーマ）
- 十鬼の絆 花結綴り（朧八千代）
- ファイナルファンタジーXIV 新生エオルゼア（アルフィノ・ルヴェユール）
- ボーイフレンド（仮）（周圭斗）
- 明治東亰恋伽（小泉八雲）

2014年
- あかやあかしやあやかしの（由）
- 妖かし恋戯曲（晃征）
- ALICE＝ALICE（三月ウサギ）
- いざ、出陣!恋戦 第二幕〜越後編〜（長尾景虎〈上杉謙信〉）
- 英雄伝説 閃の軌跡 II（ユーシス・アルバレア）
- 俺の屍を越えてゆけ2（宇佐ノ茶々丸、陰陽児中、やたノ黒蝿）
- ガンスリンガー ストラトス2（蘇芳司）
- 越えざるは紅い花〜大河は未来を紡ぐ〜（トーヤ）
- 里見八犬伝 八珠之記 / 浜路姫之記 / 村雨丸之記（2014年 - 2015年、犬坂毛野） - 3作品
- 制服の王子様（倉澤景）
- セフィロト〜時の世界樹〜（朧八千代）
- 戦場の円舞曲（シャオレイ）
- ナナイロ☆プロダクション〜どきどきボイスアクター〜（二之宮銀樹）
- データカードダス マジンボーン（ルーク）
- ハイキュー!! 繋げ!頂の景色!! / Cross team match!（2014年 - 2016年、夜久衛輔） - 2作品
- 華アワセ 姫空木編 (姫空木）
- 放課後colorful＊step 〜ぶんかぶ!〜（雛山鶯）
- Photograph Journey〜恋する旅行・愛知編&京都編〜（九条静月）
- RE:VICE[D]（スイウ）
- ルームシェア 素顔のカレ Love Days（菊原千尋）
- LORD of VERMILION III Ark-cell（ラムザ）

2015年
- I DOLL U（天音マナカ）
- アトリエ クエストボード（イクセル・ヤーン）
- アブナイ恋の捜査室 〜Eternal Happiness〜（如月公平）
- Un:BIRTHDAY SONG〜愛を唄う死神〜（リッカ）
- イグジストアーカイヴ -The Other Side of the Sky-（城玄光秀）
- KLAP!! 〜Kind Love And Punish〜（駿河明人）
- 神撃のバハムート（シン）
- 新選組が愛した女（沖田総司）
- ゼノブレイドクロス（アバターボイス〈優等生〉）
- 戦国修羅SOUL（男主人公1、伊達政宗）
- DYNAMIC CHORD feat.KYOHSO（英時明）
- ディシディア ファイナルファンタジー（ラムザ・ベオルブ）
- BAD APPLE WARS（白髪の風紀委員）
- 華アワセ 唐紅/うつつ編（姫空木）
- 遙かなる時空の中で6（ルードハーネ）
- 明治東亰恋伽 トワヰライト・キス（小泉八雲）
- 夢王国と眠れる100人の王子様（ギルバート）
- 雷子（馬岱）
- ラヴヘブン（中原中也）
- Re:BIRTHDAY SONG〜恋を唄う死神〜（リッカ）
- LORD of VERMILION ARENA（織田信長、ラムザ）
- LORD of VERMILION III Chain-Gene（ヤマトタケル）
- LORD of VERMILION Re：3（高坂甚内）

2016年
- アイドリッシュセブン（2016年 - 2024年、千〈ユキ〉）
- イケメン王宮◆真夜中のシンデレラ（ルイ＝ハワード）
- 一血卍傑-ONLINE-（スクナヒコ）
- VIIDOG CODE-ヴィドッグ・コード-（久木道春）
- オルタンシア・サーガ -蒼の騎士団-（メビウス）
- ガンスリンガー ストラトス3（蘇芳司）
- グランブルーファンタジー（ハイラック）
- 越えざるは紅い花 〜恋は月に導かれる〜（トーヤ）
- SA7 SILENT ABILITY SEVEN（霧島悠斗）
- Shadowverse（アレキサンダー、水晶の魔撃手）
- 12歳。〜恋するDiary〜 / 〜とろけるパズル♥ふたりのハーモニー〜（2016年 - 2017年、三上稲葉） - 2作品
- 彗星のアルナディア（アバフ）
- 罪喰い 〜千の呪い、千の祈り〜（陸至央）
- ドラマチックRPG 神つり（モモチ）
- ノラネコと恋の錬金術（クロヴィス）
- 遙かなる時空の中で6 幻燈ロンド（ルードハーネ）
- Blackish House sideA→（久世円）
- 文豪とアルケミスト（島崎藤村）
- ボーイフレンド（仮）きらめき☆ノート（周圭斗）
- 枕男子〜甘い夢のつづき〜（千切夜宵）
- マジカルデイズ the Brats’s Parade（クラウス）
- マジシャンズデッド（シヴァン）
- 明治東亰恋枷 Full Moon（小泉八雲）
- 夢色キャスト（2016年 - 2017年、染谷コウ）
- LOVE☆スクランブル（2016年 - 2017年、沖田総司、シン、菊原千尋）
- 輪華ネーション（ポール・ゴーギャン）
- LORD of VERMILION Re：3（綾小路円佳）
- ワールドクロスサーガ -時と少女と鏡の扉-（セラフィム、ルシファー、ルシフェル）
- ワールドチェイン（徳川家康）

2017年
- ディシディア ファイナルファンタジー オペラオムニア（ラムザ）
- 陰陽師（万年竹）
- KLAP!! 〜Kind Love And Punish〜 Fun Party（駿河明人）
- 黒騎士と白の魔王（パーシヴァル）
- クイズRPG 魔法使いと黒猫のウィズ（ミハネ・カズラ）
- 罪喰い 〜千の呪い、千の祈り〜 for V（陸至央）
- 空蝉の廻（柊知影）
- 刀剣乱舞 ONLINE（2017年 - 2023年、小竜景光）
- 旋光の輪舞2（アンリ・シア・シャオティエン）
- 英雄伝説 閃の軌跡 III（ユーシス・アルバレア）
- 悠久のティアブレイド -Fragments of Memory-（エリシオン）
- スターオーシャン:アナムネシス（カペル）
- エターナルリンケージ〜蒼穹のアムネシア〜（スレイ）
- エンドライド -X fragments-（アルヴィス）
- 蒼空のリベラシオン（レイルス）
- ZORO GOD ONLY KNOWS（ゼスト、ヴィンス）

2018年
- ディシディア ファイナルファンタジー NT（ラムザ・ベオルブ）
- アニドルカラーズ（ヨウ）
- LibraryCross∞ -ライブラリークロスインフィニット-（灯）
- アイドリッシュセブン Twelve Fantasia!（千〈ユキ〉）
- キングスレイド（ロマン、アーク）
- 暁のエピカ -Union Brave-（クィロス＝ハルストレム）
- Sdorica（シエル、ネッド）
- 天涯ニ舞ウ、粋ナ花（弥島惣介）
- 白猫プロジェクト（ディラン・アレス）
- サファイア・スフィア 〜蒼き境界〜（アルフィン）
- DREAM!ing（浅霧巳影）
- DESTINY KNIGHTS（ジュリアン）
- NARUTO TO BORUTO シノビストライカー（アバターボイス）
- ピオフィオーレの晩鐘（ディレットーレ）
- あやかし恋廻り（穏月）
- ベイブレードバースト バトルゼロ（御朱印スオウ）
- 夢間集（天罡剣）
- 英雄伝説 閃の軌跡IV -THE END OF SAGA-（ユーシス・アルバレア）
- 蛇香のライラ 〜Allure of MUSK〜 第一夜 ヨーロピアン・ナイト（ロラン・クライデル）

2019年
- Op8♪（竪華月）
- ラングリッサー モバイル（グニル、エマーリンク）
- ダンキラ!!! - Boys, be DANCING! -（紫藤晶）
- ゼノンザード（ヨルスケ・ヨーライハ）
- 茜さすセカイでキミと詠う（天邪鬼、黒田長政）
- 剣が刻（松尾芭蕉）
- 東京喰種: re 【CALL to EXIST】（オウル）
- 魔法使いの約束（シャイロック）
- SDガンダム GGENERATION CROSSRAYS（ヒクサー・フェルミ / ヒクサー・フェルミ〈複製体〉、一般兵ボイス〈ベテランA〉）

2020年
- 遙かなる時空の中で7（黒田長政）
- 英雄伝説 創の軌跡（ユーシス・アルバレア）
- ピオフィオーレの晩鐘 -Episodio1926-（アンリ・ランベール）
- Lost Kiss 〜カレと運命の恋愛〜（相良ユズル）

2021年
- アルゴナビス from BanG Dream! AAside（烏丸玲司）
- 幕末維新 天翔ける恋（三条実美）
- シャイニングニキ（リアリド）
- 世界革命RPG ロードオブヒーローズ（ラフラス）
- ガールズコントラクト（アルフィン）
- 鬼滅の刃 ヒノカミ血風譚（累の父）
- Gate of Nightmares（レオニス、アレン）
- グランサガ（シルバノ）
- 千銃士: Rhodoknight（シャルルヴィル）

2022年
- 機動戦士ガンダム エクストリームバーサス2（2022年 - 2025年、ニルス・ニールセン） - 3作品

2023年
- 共闘ことばRPG コトダマン（時光青志）
- 結合男子（日生百冬実）
- 9 R.I.P.（聖ヤ）
- レスレリアーナのアトリエ 〜忘れられた錬金術と極夜の解放者〜（イクセル）
- NARUTO X BORUTO ナルティメットストームコネクションズ（テグセ）
- DesperaDrops / デスペラドロップス（カミュ・アインハルト）
- 崩壊:スターレイル（アルジェンティ）

2024年
- マツリカの炯-kEi- 天命胤異伝（胡青凛）
- アルゴナビス -キミが見たステージへ-（烏丸玲司）
- 恋と深空（ホムラ）
- ライドカメンズ（宗雲 / 仮面ライダー宗雲）
- アッシュエコーズ
- 聖剣伝説 VISIONS of MANA（アッシュ）
- リバースブルー×リバースエンド（エイト）

2025年
- 冬園サクリファイス（イヴェール）

### 携帯コンテンツ
- アブ恋★手帳 in 捜査室 〜如月公平編〜（2012年、如月公平）
- 添い寝カレシ 〜週刊添い寝CD ver.〜（2012年、智哉）
- ね語男子ライブ壁紙 立花慎之介編（2012年）
- キャスティングプロデューサー（2013年）
- しゃべってキャラ（2013年、ケンシロウ、巴衛）

### ラジオドラマ
- TVアニメ「ビッグオーダー」後日談的オリジナルオーディオドラマ（柊義経）

### デジタルコミック
- VOMIC お嬢様はお嫁様。（極楽院刹那）
- VOMIC バクマン。（高木秋人）
- VOMIC スターダスト★ウインク（永瀬颯）
- パパ×パパ〜αとΩで夫夫やってます〜（2022年 - 2023年、田中遥）[227][228]
- 無欲なボクの不貞行為（2023年、高榎智久）[229]

### 吹き替え

#### 担当俳優
ブレントン・スウェイツ
- ガンズ&ゴールド（JR）
- シグナル（ニック）
- マレフィセント（フィリップ王子）

ワン・イーボー
- 陳情令（藍忘機）
- 熱烈（チェン・シュオ）
- ボーン・トゥ・フライ（レイ・ユー）
- 無名（イエ）

#### 映画
- アヒル救出大作戦（クリストファー）
- キング（ハル / ヘンリー5世〈ティモシー・シャラメ〉）
- ジェニファー・ロペス 戦慄の誘惑（ケビン・ペーターソン〈イアン・ネルソン〉）
- タラデガ・ナイト オーバルの狼
- 鉄板スポーツ伝説
- ハイスクール・ミュージカル
- フォー・ゲーム（フレディーロング）
- 龍城恋歌（シォンの息子）
- ROCKER 40歳のロック☆デビュー

#### ドラマ
- iCarly（ハリー）
- イタズラなKiss〜惡作劇之吻〜（アーブー〈高宮良〉）
- NCIS 〜ネイビー犯罪捜査班
  - シーズン3 #18（コーディ・マイヤーズ）
  - シーズン11 #5（アントン・マーキン〈オーガスタス・プリュー〉）
- コールドケース3（クインシー）
- サンドゥ、学校へ行こう!（ジョンウ）
- CSI ニューヨーク
- CSI マイアミ3（ブライアン）
- ジェシー!（ヴィンセント）
- SHERLOCK4（チャーリー・ウェルズバラ）
- シンイ -信義-（恭愍王）
- マーニーと魔法の書（テレビ放映題名）（マーニーと魔法の動物園〈DVD題名〉）（ジョン・ロバーツ）

#### アニメ
- The Incredible Hulk（リック・ジョーンズ）
- ティンカー・ベル
- バットマン:ブレイブ&ボールド（アトム）
- フォスターズ・ホーム（ディラン）
- マスターオブスキル For the GLORY（葉秋[234]）
- 魔道祖師（藍忘機[235]）

### 特撮
- 動物戦隊ジュウオウジャー（2016年、ガッカリゼの声）
- 機界戦隊ゼンカイジャーVSキラメイジャーVSセンパイジャー（2022年、Dr.イオカルの声[236]）

### ナレーション
- Car Gal.TV
- ベスト・アンド・ワースト（2009年3月14日、関西テレビ）
- フジテレビミニット（2011年11月18日、フジテレビ）
- アニソンぷらす（2012年1月23日、テレビ東京）
- イクシオン サーガDT×神様はじめました 秋アニメ直前スペシャル!!（2012年9月24日、テレビ東京）
- 戦国大戦 公式全国大会 天覇への道 全国決勝大会（2012年9月30日）
- アタックしますけど何か?（2013年10月19日 - 12月21日、メ〜テレ）
- リーガルハイ ブームアップ（2013年10月25日、フジテレビ）
- バトルスピリッツ TVCM
- 道の駅富士川楽座 プラネタリウム わいわい劇場「流れ星の降る夜」（2017年3月4日 - 7月3日）
- 〜芸能界ちょっといい話SP〜私を救ってくれた人（2017年3月25日、テレビ東京）
- 刀剣乱舞 おっきいこんのすけの刀剣散歩 弐 #10（2017年12月8日、TOKYO MX）
- 岩合光昭の世界ネコ歩きmini（2020年12月28日 - 、NHK BSプレミアム）

### テレビ番組
※はインターネット配信。
- 戦国大戦界 生祭!!（2011年11月30日 - 2014年6月17日、ニコニコ生放送※）
- 立花慎之介プレゼンツ 妄想デート in 岐阜（2016年3月24日、岐阜市公式YouTubeチャンネル）
- 番宣部長（2016年6月、AT-X）
- 発表!全ファイナルファンタジー大投票（2020年2月29日、NHK BSプレミアム）

### 映像商品
- VASHUG!檜山修之&遠近孝一&阪口大助&立花慎之介-お城編-
- ELEKITER ROUND φ シリーズ
  - ELEKITER ROUND φ 2nd.ワンマンライブ「HEAVEN OF NOISE 2014〜絶〜」
  - ELEKITER ROUND φ 2nd.ワンマンライブ「HEAVEN OF NOISE 2014 〜絶頂〜」
  - ELEKITER ROUND φ 3rd.ワンマンライブ「HEAVEN OF NOISE 2015ツアー〜雪月花〜」
- オトメイトパーティー♪2009・2011・2014
- キラッ（∞）ってしたいの! 第二段
- グッドラックハンター 声優麻雀コロシアム
- 黒執事 その執事、狂騒〜赤いヴァレンタイン〜 イベントDVD
- ライブビデオ JAPAN 乙女♥Festival 3
- 人狼バトル〜人狼VS勇者〜
- 人狼バトル lies and the truth 2018 JUNE〜人狼VS怪盗〜（ナレーション）
- ときめきメモリアル Girl's Side 文化祭 DVD
- ときめきメモリアル Girl's Side DAYS 2013 デートに行こう! DVD
- ときめきメモリアル Girl's Side DAYS 2014〜White Date DVD
- ネオロマンスシリーズ
  - ライブビデオ ネオロマンス♥フェスタ 遙か祭2011 〜初春時代絵巻〜
  - ライブビデオ ネオロマンス♥フェスタ 遙か祭2011 〜桜花恋模様〜
  - ライブビデオ ネオロマンス♥フェスタ 遙か祭2012
  - ライブビデオ ネオロマンス♥フェスタ12
  - ライブビデオ ネオロマンス♥ライヴ 2011 Autumn
  - ライブビデオ ネオロマンス♥ハロウィンパーティー
  - ライブビデオ ネオロマンス 20th アニバーサリー・イヴ
  - ライブビデオ ネオロマンス♥フェスタ 遙か祭2015 〜十五年の宴〜
  - ライブビデオ ネオロマンス♥ライヴ 遙か祭2015
  - バラエティDVD 遙かなる時空の中で 八葉爛漫
  - バラエティDVD 遙かなる時空の中で5 八葉爛漫2
  - バラエティDVD 遙かなる時空の中で6 八葉爛漫3
- ビーズログTV 恋愛番長・二学期 美術
- PROJECT DABA シリーズ
  - PROJECT DABA 「ドロケイ」
  - PROJECT DABA×リアル脱出ゲーム 呪われた廃校からの脱出 -成仏させないと、ここから出られない-
  - DABA HORSE LIFE GAME
  - DABA〜Memorial Year Party〜午年だよ☆ほぼ全員集合!!
  - SABA SURVIVAL GAME SEASON I #1 - IV#2
  - ROBA DVD Vol.1 –sunglass-
- MARINE SUPER WAVE シリーズ
  - MARINE SUPER WAVE LIVE DVD 2011 - 2015
  - MARINE SUPER WAVE R 2011 - 2015
- 明治東亰恋伽 シリーズ
  - 明治東亰恋伽〜ハイカラ浪漫劇場〜
  - 明治東亰恋伽〜ハイカラ浪漫劇場2 - 4〜
- 森川智之と檜山修之のおまえらのためだろ! 鰰-HATAHATA-

### ラジオ
※はインターネット配信。
- 水谷優子のアニメ探偵団II 分室（旧高知放送特別枠）
- 水谷優子のアニメ探偵団II
- Lux-ageのダレおまっ!
- セキレイらじお（2008年、『セキレイ』テレビアニメ公式サイト内※）
- アシカビらじお（2008年、『セキレイ』テレビアニメ公式サイト内※）
- 黒執事 ファントムミッドナイトレディオ「レディオ・エクストラサイド」（2009年、アニメイトTV※）
- 日野聡vs立花慎之介 平成ニッポン・国取り合戦ラジオ!!（2009年 - 2013年、ラジオ関西）
- DABAインターネットラジオ（2009年、アニメ・声優情報SNS -VOICE Newtype Cafe-サイト内※）
- Dolce compagni（2010年、インターコミュニケーションズ内※）
- モバイル研究所（バオバブチャンネル内配信※）
- 戦国ロック（2010年、ラジオ大阪）
- 平川大輔・立花慎之介 朝までイっちゃう?!いけない生添い寝!（2010年、ニコニコ生放送※）
- 黒執事II Webラジオ ファントムパーティーナイト〜真夜中の仮面舞踏会〜（2011年、アニメイトTV※）
- 世界一初恋 〜WEBラジオの場合〜（2011年 - 2012年、音泉※・ランティスウェブラジオ※）
- GOOD LUCK HUNTER 〜RADIO COLOSSEUM〜（2011年 - 2012年、音泉※）
- 戦国大戦下克上（2011年 - 2012年、戦国大戦界公式サイト内※）
- アニメイトTV情報バラエティ「立花慎之介&三浦祥朗のあにらぶ」（2012年 - 2015年、アニメイトTV※）
- めいこいラヂオ（2012年、ニコニコ生放送※）
- WEBラジオ 華アワセ（2012年、AG-ON※・ニコニコ生放送※）
- CHEMICAL REACTION!! 理系男子。NEXT WEB RADIO（2012年、アニメイトTV※）
- 神様はじめました 巴衛と瑞希のミカゲ社通信（2012年 - 2013年、HiBiKi Radio Station※・音泉※・ニコニコ生放送※）
- 日野聡・立花慎之介 名門アウトロー学園（2013年 - 2016年、ラジオ関西）
- 大垣きゅんラジオ（2014年 - 2015年、大垣きゅん物語公式サイト内※・HiBiKi Radio Station※）
- 神様はじめました◎巴衛と護のミカゲ社通信（2014年 - 2015年、HiBiKi Radio Station※・音泉※）
- 神様はじめました◎〜ミカゲ社通信・鞍馬山出張版〜（2015年、HiBiKi Radio Station※・音泉※）
- タチバナTV（2015年 - 、超!A&G+※）
- RADIO of VERMILION〜マナタワー放送局〜（2016年 - 2017年、超!A&G+※・AG-ON Premium※）
- the AUDIENCE〜選択型ラジオ〜（2017年 - 2019年、超!A&G+※）
- 剣が刻 刻を超えたラヂオ（2020年 - 、音泉※）[237]
- 立花慎之介のアニメをおかずにメシがうまい。（2022年 - 、Yostar Pictures公式 YouTube チャンネル※）[238]
- 立花慎之介・狩野翔のやってやれないことはない！（2023年 - 、ラジオ大阪）[239]

### ドラマCD
- 愛ある罵倒!! ドラマCD 第1巻（数学教師）
- I LOVE HERO BLUE
- あかやあかしやあやかしの シリーズ（由）
  - あかやあかしやあやかしの アンソロジードラマCD1「かくれんぼ」
  - あかやあかしやあやかしの アンソロジードラマCD2「かげふみあそび」
  - あかやあかしやあやかしの アンソロジードラマCD3「線あそび」
  - あかやあかしやあやかしの ドラマCD
- アニコイ〜ANIme mitaina KOI shitai!〜（深清水天満）
- アブナイ★恋の捜査室 シリーズ（如月公平）
  - アブナイ★恋の捜査室 〜楽しい温泉旅行編〜
  - アブナイ★恋の捜査室 〜彼女の合コンを阻止せよ!編〜[240]
  - アブナイ★恋の捜査室 〜恐怖のキャンプ編〜[241]
- ALICE=ALICE（三月ウサギ[242]）
- 息遣いシリーズ アイドル編〜メンバー同士の日常吐息〜（一条優[243]）
- いきなり同棲シリーズ 癒しの妖精セラピア Vol.2（柔軟剤）
- イケメン大奥ドラマCD（永光）
- イケメン王宮◆真夜中のシンデレラ Vol.1 〜アラン・ルイ編〜（ルイ）
- いざ、出陣!恋戦 第二幕 武将探偵 上杉謙信 〜干し柿殺人事件〜（長尾景虎[244]）
- イナズマイレブン ドラマCD 「復活の絆!!」（立向居勇気）
- We Are*（綾瀬優弥）
- Vie Durant*undo〜caprice Drama Album Vol.3 僕を呼ぶ声（鴉拔）
- #000000ウルトラブラック シリーズ（伏生実虎）
  - #000000ウルトラブラック Love Me Tender
  - #000000ウルトラブラック Missing Link
  - #000000ウルトラブラック 黒き花園のアンチテーゼ
- EREMENTAR GERAD -蒼空の戦旗-（グルーテン）
- ELEMENT GIRLS 元素周期〜聴いて萌えちゃう化学の基本〜（元素工）
- 大垣きゅん物語（奥神楽）
- お護り男子!神ダーりん 〜いにしえの約束〜（カヤツ[245]）
- GARNET CRADLE ドラマCD「Precious Holidays!!」（サーリヤ）
- 学園天国パラドキシア（日下部一成）
- 渇望メソッド シリーズ（シトリー）
  - 渇望メソッド、逃げたら落ちる Vol.4 王の側近 CV.立花慎之介
  - 渇望メソッド、梟は夜に哭く 五ノ仔 シトリー（声：立花慎之介）
- 神様はじめました シリーズ（巴衛）
  - 神様はじめました ※コミックス第13巻ドラマCD付き初回限定版[246]
  - 神様はじめました ドラマCD「神と神使の契約」[246]
  - 神様はじめました スペシャルドラマCD「ミカゲと巴衛とかわいい犬と」
  - 神様はじめました ドラマCD「鬼神と野狐の戯れ」[247]
  - 神様はじめました ドラマCD「神様、鞍馬山へいく」 ※『花とゆめ』2013年19号付録[248]
  - 神様はじめました ドラマCD「神様、鞍馬山へいく 後編」 ※『花とゆめ』2014年4号付録
  - 神様はじめました ドラマCD「〜つぼみ一輪〜」※『花とゆめ』2015年18号付録
- カモンフェローズ！（REVIEW様）
  - カモンフェローズ！ チャンネル2 REVIEW様
- COLORFUL5 シリーズ（伊集院玲[249]）
  - ドラマCD COLORFUL5の日常
  - ドラマCD COLORFUL5の文化祭
  - ドラマCD COLORFUL5の結成秘話
- 季刊シリーズ saison（セゾン）hiver （イヴェール）冬（原浩人）
- キミとWonder★Kiss! ドラマCD 〜ようこそ!愛と幻想のワンダーランドへ!〜（モッティ〈持田怜治〉）
- QUE（新堂まこと）
- キューカンバー×サンドイッチ（篠宮智春）
- キューティクル探偵因幡（野崎圭）
- GOOD LUCK HUNTER 〜RADIO CLOSSEUM〜（ローズ）
- KLAP!!〜Kind Love And Punish〜Fun Party ドラマCD そうだ、修学旅行へ行こう! 〜幽魔、京都へ降り立つ〜（駿河明人）
- クラノア クラノア Blow up / close to you / 〜cry no more,smile for me（ロク） - 3作品
- クラ×ラバ 〜マイスターシンガーズの憂鬱〜（モーツァルト）
- 紅蓮の夢（ルウ[250]）※茅田砂胡 全仕事1993-2013 特別版
- 源氏物語〜追億〜（紫の上）
- 戀々 シリーズ（卯月）
  - 戀々 二ノ巻
  - 戀々 第二幕 現鑑〜いまかがみ〜 三ノ巻[251]
- ドラマCD 恋に落ちた海賊王（シン）
- コレットは死ぬことにした（アポロン）※ドラマCD・『花とゆめ』2018年10号付録
- コンビニカレシ START UP!! / 中島帝と櫻小路正宗の場合（中島帝） - 2作品
- 彩雲国物語 恋愛指南争奪戦!（皐韓升）
- 最遊記異聞 第壱巻（峯明[252]）
- サクラ大戦奏組 シリーズ（フランシスコ・ルイス・アストルガ）
  - サクラ大戦奏組 ドラマCD 〜小さな少女のためのクインテット〜[253]
  - サクラ大戦奏組 ドラマCD 〜コンサート協奏曲第1番〜[254]
- 殺彼CD #01 〜優太＆記知編〜（松本記知[255]）
- 佐藤家へようこそ!〜スーパーフレッスィを出てまっすぐ徒歩7分〜（水瀬皇紀）
- Someone Special〜大切な人〜 Vol.1 晴山令麻（晴山令麻）
- The Epic of Zektbach Novel CD Series 〜Masinowa〜（クカル）
- シチュエーションドラマCD&PCゲーム シノバズセブン 01.昴（昴ウォーレン）
- 執事様のお気に入り 4（アルバート・スタルトウィン）
- ジャポニズム47（岐阜）※特典CDに出演
- ドラマCD 修学旅行ナイショの恋（神崎健人）
- 十五少年漂流記〜二年間の夏休み〜（サービス）
- 12人の優しい殺し屋 Fate:Topaz（吉水甲斐）
- 純愛特攻隊長! 1（大野蓮児）
- 少年陰陽師 番外編 うつつの夢に鎮めの歌を（竹笛の君）
- 新撰組 勿忘草 シリーズ（原田左之助）
  - 新撰組血魂録 勿忘草 第弐巻
  - 新撰組比翼録 勿忘草 第四巻
  - 新撰組暁風録 勿忘草 第壱巻
- 真・罵倒CD（王子様）
- SNOW BOUND LAND ドラマCD 〜お見合いクラッシュ大作戦〜（オルヴァ[256]）
- セキレイ シリーズ（佐橋皆人）
  - ドラマCD セキレイ
  - セキレイ サウンドステージ 01・02
- 石膏ボーイズ ドラマCD&トランプ〜君のハートにロイヤルストレートフラッシュ〜（メディチ）
- 戦国IXA ドラマCD -絆-（織田信長）
- 戦國ストレイズ（丹羽長秀）
- 戦国大戦ドラマCD 島津四兄弟〜その熱き魂と誇り〜（島津義久）
- 想望三國志（周瑜[257]）
- di［e］ce-ダイス- シリーズ（神武陽輝）
  - di［e］ce-ダイス-
  - di［e］ce-ダイス- 〜タイムリミット〜
- 第七特命課「十狂セメタリ―」（館神グンジ)
  - 第七特命課「十狂セメタリ―」SeasonV 舘神グンジ CV：立花慎之介
- DYNAMIC CHORD シリーズ（英時明）
  - DYNAMIC CHORD vocalCDシリーズvol.3 KYOHSO
  - DYNAMIC CHORD shuffleCD series vol.3 TAMELILY
  - DYNAMIC CHORD Vacation Trip CD series KYOHSO
  - DYNAMIC CHORD shuffleCD series 2nd vol.1 TRYS
- Double Score ドラマCD 華の31歳組〜そうだ温泉、行こう〜（周防壱成[258]）
- チアボーイ! vol.4・5（有友望） - 2作品
- 罪喰い〜花は謳う〜（陸至央）
- ディア♥ヴォーカリスト（6〈シックス〉[259]）
- DIG-ROCK シリーズ（柴咲雲雀）
  - DIG-ROCK Impish Crow Vol.1
  - DIG-ROCK Impish Crow Vol.2
  - DIG-ROCK Impish Crow Vol.3
  - DIG-ROCK -BREAK TIME- Type:IC
  - DIG-ROCK -DUEL FES- Vol.1 Type：IC
  - DIG-ROCK -DUEL FES- Vol.1 Type：RL
  - DIG-ROCK -DUEL FES- Vol.3
  - DIG-ROCK -BLUE- Type：IC
  - DIG-ROCK -dice- Type：IC
  - DIG-ROCK -dice- Type：IC×HR
  - DIG-ROCK -BREAK TIME in NY- Type：IC
  - DIG-ROCK -BREAK TIME in NY- Type：RL
  - DIG-ROCK -alive- Type：IC
  - DIG-ROCK -signal- Vol.1
  - DIG-ROCK -signal- Vol.2
  - DIG-ROCK -signal- Vol.3 Type：RL
  - DIG-ROCK -signal- Vol.3 Type：IC
- 天正やおよろず（まっつー）
- 十鬼の絆 シリーズ（朧八千代）
  - 十鬼の絆 ドラマCD 〜伝説の果実〜[260]
  - 十鬼の絆 花結綴り ドラマCD 男達の親睦会 〜鬼鍋を囲んで〜[261]
  - 十鬼の絆 花結綴り ドラマCD 男達の試練〜鬼の湯への道のり〜
- 年上彼氏。やんわりSの兄編〜雪白学園のゆかいな人々〜（向井貴久、向井幸久）
- 殿といっしょ（直江兼続）
- 「DOLLS」&「鵺射」スペシャルドラマCD（志乃宮勇義）
- ドラマCD『DREAM!ing』 〜ぶらり！冬の東京観光！〜（2021年、[262]）
- なかよし公園 2（ルチーノ）
- ナヴァグラハ -DefenD 9 Triggers-（グルバラ）※コミックス第3巻ドラマCD付き特装版
- TVアニメーション「破天荒遊戯」ドラマCD 第1巻 断罪の緋き花よ咲け（フォズ・ルベンサム）
- 遙かなる時空の中で5 夜明け前 壱（小松帯刀）
- 遙かなる時空の中で6 黒キ万華鏡（カレイドスコープ）〜其の一〜（ルードハーネ）
- BKM48劇場 〜バクマツ☆維新伝 ドラマCD〜（近藤勇）
- PEACE MAKER 鐵（大和屋鈴[263]）
- Perfumer〜私の調香師〜 Perfumer.III 九流シズル（九流シズル）
- 白虎隊 志士異聞記 音盤 其の壱、其の弐（吾妻業平）
- ドラマCD 部活彼氏シリーズ 放課後colorful*step〜Theateical club〜（雛山鶯）
- FABULOUS NIGHT（千極兆司[264]）
- プティフール ドラマCD 〜黄金のクロケット〜 / 〜湯煙旅情に咲く火花〜（唐沢悠太） - 2作品
- Black Robinia シリーズ（如月秋羅）[注 3] - 4作品
- ドラマCD「ブラッディ＋メアリー」（マリア）
- BLOOD ALONE（刑事）
- ドラマCD 文豪シリーズ 不良文豪とホスト（坂口安吾）
- ペルソナ3 ポータブル Vol.2（平賀慶介）
- 放課後はミステリーとともに（斉藤健太）
- ぼくのとなりに暗黒破壊神がいます。（最上君影[265]）
- マイカレ シリーズ（周防要）
  - マイカレ2
  - マイカレスペシャル〜幼馴染み編〜
- Myself ; Yourself〜Audio Drama CD〜（日高佐菜）
- まおゆう魔王勇者（辣腕会計）
- ドラマCD 枕男子 音楽男子と華道男子（千切夜宵）
- マシュー先生の甘辛ダイエットプログラム 餅のち白ブタときどきネコ / 餅のちRe!バウンドそれでもネコ（立花戀） - 2作品
- マジンボーンオリジナルドラマCD（ルーク）
- MANSHIN荘シークレットサービス シリーズ（玉腰陽司）
  - MANSHIN荘シークレットサービス Karte.1
  - MANSHIN荘シークレットサービス アンソロジー
  - MANSHIN荘シークレットサービス 恐怖! 廃病院に突入せよ!
- ミッドナイトキョンシー 第参ノ封印 玲々 / 天頂遊戯 第弐ノ封印 玲々（玲々[266][267]） - 2作品
- 明治吸血奇譚 シリーズ（冲方躁）
  - 明治吸血奇譚「月夜叉」 師走の巻[268]
  - 明治吸血奇譚「月夜叉 紅」 霜月の巻 冲方 躁 CV.立花慎之介
- 明治東亰恋伽 シリーズ（小泉八雲）
  - めいこい音声劇場「明治東亰恋逢」〜鏡花・八雲編〜
  - めいこい音声劇場 恋綺譚 〜第一幕〜
  - めいこい音声劇場 恋綺譚 〜第二幕〜
  - スペシャルドラマCD「めいこい時間旅行」
- メガネブ! ドラマCD Vol.1 - 3（相馬鏡） - 3作品
- 萌えカレ!!（壱川新）
- 闇のパープル・アイ -小田切と慎也篇-（水島慎也[269]）
- 幽幻ロマンチカ シリーズ（イリヤ）
  - 幽幻ロマンチカ 第参の謎 イリヤ[270]
  - 幽幻ロマンチカ 有頂天 第四の謎 イリヤ[271]
  - 幽幻ロマンチカ 破天荒 第四の謎 イリヤ
  - 超密着！取り憑かれCD 幽幻ロマンチカ 真骨頂 第参の謎 妖狐 ザクロ・八岐大蛇 イリヤ
  - 幽幻ロマンチカ 満天花 第伍の謎 イリヤ
  - 幽幻ロマンチカ 最高潮 第伍の謎 イリヤ
- ドラマCD 妖怪学校の先生はじめました！ 第2巻（たかはし明）
- 妖玄坂不動さん〜その瞳にうつるもの〜（山崎）
- よしとおさま!（ハチワレ）※コミックス第8巻ドラマCD付き特別版
- ラストゲーム（相馬蛍）※コミックス第8・11巻ドラマCD付限定版
- ラヴヘブン 第3巻（中原中也）
- ラブ・ベリッシュ!（男子生徒）
- RealTime-LOG #02（水卜伊吹）
- Drama CD Real Rode 〜Pure White Disc〜 /  〜Noble Black Disc〜（シン） - 2作品
- 理系男子。NEXT シリーズ（百井リン）
  - 理系男子。NEXT〜ぼくらの化学反応〜※コミックス第1巻 ドラマCD付き限定版
  - ドラマCD「理系男子。NEXT」〜ぼくらの理化研〜
- ROOM NO.1301（絹川健一）
- 烈風の騎士姫（ナルシス）
- 若草物語 -紙ヒコーキに乗って-（ベス）
- 和奇伝愛〜巫ノ物語〜後編 不昧不落（桐生）
- 和奇伝愛 永恋詩 〜四ノ巻 桐生・寿〜（桐生）
- 和奇伝愛 永恋詩 〜萬ノ刻〜（桐生）
- ワンド オブ フォーチュン2 シリーズ（ソロ・モーン）
  - ワンド オブ フォーチュン2 〜時空に沈む黙示録〜 ドラマCD「巡り会えた奇跡」
  - ワンド オブ フォーチュン2 〜時空に沈む黙示録〜 ドラマCD「歓迎!ミルス・クレア病院」（レントゲン技師ソロ・モーン）
  - ワンド オブ フォーチュン2 FD 〜君に捧げるエピローグ〜 ドラマCD「7つの時空でパパといっしょ!」[272]
- Paradox Live Opening Show -Road to Legend- (甲斐田紫音)
- Paradox Live -Road to Legend-Round1 RAGE (甲斐田紫音)
- Paradox Live - Road to Legend - Consolation Match SHOWDOWN (甲斐田紫音)

### BLCD
- 愛玩少年（河村清次）
- 愛なら売るほど（藤野泉〈立花キャンディ〉）
- I♡歌舞伎町（指宿和[273]）
- 犬も喰わない（空木宏[274]）
- ウサギ狩り（井奈波真代）
- 運命は僕の隣（市之瀬祐一）
- 思い違いが恋の種（北條怜二）
- オトナ経験値（尾山夢二）
- オヤジがたんすに入るとき（堤下和人）
- 御曹司の口説き方（鷹藪千里）
- 偽装恋愛のススメ（鈴川流）
- きみがいるなら世界の果てでも（藤野泉）
- クロエと雌の園（黒江法十郎）
- 恋ひめやも（水原慧）
- 黒衣の公爵（シオン・ド・オルレアン）
- 仔羊捕獲ケーカク! 3（菱崎郁都）
- さよなら恋人 またきて友だち（椚オウギ[275]）
- 失恋マニア（男性客）
- 支配者の恋（ラシード）
- JUNK!BOYS 〜シンデレラを探せ!〜（桐ヶ谷修）
- 情熱のイングリッシュローズ（ピエール）
- Spirits Tea（店主〈マスター〉）
- 世界一初恋 シリーズ（吉野千秋）
  - 世界一初恋 〜小野寺律の場合+吉野千秋の場合〜
  - 世界一初恋2 〜吉野千秋の場合+小野寺律の場合〜
  - 世界一初恋3 〜小野寺律の場合+吉野千秋の場合〜
  - 世界一初恋4 〜吉野千秋の場合+小野寺律の場合〜
  - 世界一初恋 〜吉野千秋の場合〜 ※『CIEL』2009年11月号付録
- 世界が終わるまできみと（高宮怜人）
- セカンド・セレナーデ（橋本道也）
- センチメンタルガーデンラバー（縞）
- 全寮制櫻林館学院 シリーズ（南野森理）
  - 全寮制櫻林館学院〜ゴシック〜
  - 全寮制櫻林館学院〜ロマネスク〜
- そして、ひらく扉〜Futaridake no Eien〜（並木亮輔）
- タイトロープ（里谷直樹）
- だからキミが愛しんだ。（梓）
- タクミくんシリーズ 完全版11 ドラマCD同梱版（葉山託生）
- 男子高校生、はじめての シリーズ（二見琉生）
  - 彼らの恋の行方をただひたすらに見守るCD「男子高校生、はじめての」〜第2弾 後輩が可愛すぎていじめたい〜
  - 彼らの恋の行方をただひたすらに見守るCD「男子高校生、はじめての」after Disc〜交際中!〜
- 男子迷路（星野心）
- ちんつぶ2（生徒）
- デキる男の育て方（山咲）
- テンカウント シリーズ（城谷忠臣）
  - テンカウント 1 - 4
- 七海花音・おおや和美 3 高校王子〜王子の贈り物〜（翠）
- NOW HERE（市ノ瀬隆）
- バスルームより愛を込めて〜目眩く受難は蜜の味〜（早坂昇太郎）
- バスルームより愛を込めて2〜降りかかる受難は蜜のしずく〜ありえない連鎖∞これってマジ現実?（早坂昇太郎）
- ハッピー・オブ・ジ・エンド（ケイト)
- 花椿秘恋唄〜100年先まで（白鷺）
- 蜜的男子（ハニーボーイズ）スパイラル（逸坂史織）
- B級グルメ倶楽部（鬼塚芳記）
- ひとりじめボーイフレンド（支倉麻也[276]）
- ひとりじめマイヒーロー シリーズ（支倉麻也）
  - ひとりじめマイヒーロー
  - ひとりじめマイヒーロー番外編「メールとため息と夕ごはん」※『gateau』2014年9月号付録
  - ひとりじめマイヒーロー 2
  - TVアニメ「ひとりじめマイヒーロー」ドラマCDVo.1〜メモリアル、ササ、ときどきトリオ〜
  - TVアニメ「ひとりじめマイヒーロー」ドラマCDVol.2〜冬支度、メアリさん、ときどきBar〜
- 微熱の果実〜バタフライ・スカイ〜（光聖）
- ひみつのセフレちゃん（杉田淳士）
- 秘め婿（シキ）
- ファインダーの隻翼（タカト）
- 腐男子召喚〜異世界で神獣にハメられました〜（2024年、呉） - 第9巻特装版特典CD[277]
- ピンクとまめしば（黒川春馬）
- 不確かなシルエット（増宮巧真）
- 不埒なスペクトル（名執真幸）
- 放課後は独占欲（吉井直人）
- 僕の知るあなたの話（松本波亜人）
- 丸角屋の嫁とり（鈴）
- みづいろとぴんく、それからだいだい。（立花央樹）
- 召し上がれ愛を（安永）
- 野球天国（ホテルの客）
- 誘惑者の恋（ラシード）
- 四号×警備―シングル・マインド―（江上忍）
- ラ・サタニカ（真下周士）
- 恋愛DAYS 〜ひとつ屋根の下〜（飛鷹皇太）

### ラジオ・トーク・朗読CD
- 憧れのお隣さんシリーズ vol.1 102号室 強気な新人デザイナー編
- あなたがお風呂でのぼせるCD〜温泉擬人化コレクション・シーズン2〜第8弾「湯平編」（湯平）
- あなたがお風呂でのぼせるCD〜温泉擬人化コレクション・シーズン2〜フルドラマ「温泉だよ、全員集合!―恋の風に吹かれて―」（湯平）
- アニたまどっとコム presents 真夏のリレートークCD
- DJCD アニメイトTV情報バラエティ 立花慎之介＆三浦祥朗のあにらぶ!
- 甘い夜を声で奏でるCD「夜伽HoLiC」第4奏アラタ CV.立花慎之介（アラタ）
- 雨枕 01.昴 〜彼の腕で雨やどりしながら囁かれてネムネムしちゃう小さな恋物語〜（昴）
- 妖カシノ恋 第3巻 ぬらりひょん編（流奇）
- ALICE=ALICE Vol.2 三月ウサギ（三月ウサギ）
- ラジオCD 大垣きゅんラジオ
- おれぼく シリーズ（石田拓海）
  - 俺にする?僕にする?5〜テントの中で究極の選択!?〜
  - 僕に決めた! 拓海のスタート。
- 音泉スペシャルCD 2011冬
- 渇望メソッド シリーズ（シトリー）
  - 渇望メソッド、にげたら落ちる vol.4 王の側近
  - 渇望メソッド、梟は夜に哭く 五ノ仔 シトリー
- 神様はじめました 巴衛と瑞希のミカゲ社通信出張版CD ※神様はじめましたスペシャルファンブック〜ミカゲ社豊作絵巻〜付録
- 神様はじめました 巴衛と瑞希のミカゲ社通信 ラジオCD
- カレと一緒におふとんでイチャイチャごろごろするCD〜Night〜（磋幸）
- カレに死ぬまで愛されるCD「ミッドナイトキョンシー」第参ノ封印 玲々（玲々）
- カレに死ぬまで愛されるCD「ミッドナイトキョンシー 天頂遊戯」第弐ノ封印 玲々 CV.立花慎之介（玲々）
- 感応時間12〜フォルトゥナに魅入られた男〜（ギャンブラー）
- 官能昔話 ネオ〜イギリス民話〜
- Guilty7 Vol.4 色欲編（花喰ルイ）
- 禁断吸血鬼〜黄薔薇ノ咎人〜（フリードリヒ・フォン・ヴァイセヘルデンブルク）
- GOOD LUCK HUNTER 〜RADIO CLOSSEUM〜（立花ピンノフ）
- KLAP!!〜Kind Love And Punish〜キャラクターCD vol.3 駿河明人（駿河明人）
- クラノア放送委員会2010 ラジオCD vol.01
- 黒執事 Webラジオ ファントムミッドナイトレディオ DJCD 第一巻 エクストラサイド ディスク
- 黒執事II キャラクターラジオCD セバスチャン・ミカエリスのオールメイトニッポン
- DJCD 黒執事 WEB RADIO 第III巻〜WEB Radio of Murder〜
- 月刊Asukaステーション9
- 斎賀・浪川のDriver's High!! DJCD 2nd.DRIVE
- 死神彼氏シリーズ 死神デートCD vol.7「Un:BIRTHDAY SONG〜リッカ〜」（リッカ）
- 週刊添い寝CD Vol.3 智哉（智哉）
- 新撰組血魂録 勿忘草 第弐巻 原田左之助（原田左之助）
- 新撰組比翼録 勿忘草 第四巻 原田佐之助（原田佐之助[278]）
- 新撰組暁風録 勿忘草 第壱巻 原田左之助（原田左之助）
- Story of 365 days〜floriography chapter.CLUB（クラブのジャック）
- 制服の王子様（オジサマ） After Happyendシリーズ 第7巻 学ランのオウジサマ・倉澤景（18）（倉澤景）
- 声優フェスタ・春 声の大饗宴 声有第一中学校 新任教師の大災難
- 世界一初恋 〜ラジオCDの場合〜
- 世界一初恋 〜ラジオCDの場合 2〜
- 続・取愛兄弟 vol.01（東戸愁也）
- DYNAMIC CHORD love U kiss series vol.8 〜TOKIHARU〜（英時明）
- ラジオCD DYNAMIC CHORD [reve parfait] CHECK☆MATE☆STATION
- Double Score シリーズ（周防壱成）
  - Double Score〜Cosmos〜：周防壱成
  - Double Score〜Gentian〜：江守千聖
  - Double Score〜quarrel×love〜周防壱成の場合
- 超密着! 取り憑かれCD 「幽幻ロマンチカ」 第参の謎 八岐大蛇 イリヤ（イリヤ）
- 超密着! 取り憑かれCD 「幽幻ロマンチカ 破天荒」 第四の謎 八岐大蛇 イリヤ（イリヤ）
- 千和と奈央のまおゆうメイドラジオDJCD
- ツイキス〜ひだまり荘の双子たち〜Vol.1 五十嵐大和&五十嵐出雲（五十嵐出雲）
- TALK×AGE（LUX-AGE：成瀬誠、立花慎之介）
- 匂いまで愛されるCD 薔薇の香水師 No.04（敷島ロラン）
- ね語男子 其のニ 、其の十五
- ハートサプリメントシリーズvol.2 「お見舞い時間」（園村心司[279]）
- 白血球部活動記録〜看病編〜vol.1「ヘルパーT細胞・キラーT細胞」（ヘルパーT細胞）
- 華アワセ DJCD 第一巻、第二巻
- 遙かなる時空の中で6オリジナルシチュエーションCD ダリウス・ルードハーネ編（ルードハーネ）※HappyくじLAST賞
- シチュエーションCD 華アワセ「カラクリ巡-いろは・唐紅・姫空木-」（姫空木）
- 華アワセ「カラクリ戻」（姫空木）
- 未年だよ★羊でおやすみシリーズ sleep sleep sheep choice〜社会人編〜（慧）
- 日野聡vs立花慎之介 平成ニッポン・国取り合戦ラジオ!! シリーズ（若）
  - ラジオCD 日野聡vs立花慎之介 平成ニッポン・国取り合戦ラジオ!! 壱 - 七ノ巻
  - ラジオDVD 日野聡vs立花慎之介 平成ニッポン・国取り合戦ラジオ!! 結ノ巻
  - 日野聡vs立花慎之介 平成ニッポン・国取り合戦ラジオ!! ボイスアニメージュ 2010 SPRINGの陣
  - 日野聡vs立花慎之介 平成ニッポン・国取り合戦ラジオ!! 聴くだけでキレイになれるトークCD
  - 日野聡vs立花慎之介 平成ニッポン・国取り合戦ラジオ!! 聴くだけでピュアな心を取り戻せるトークCD
  - 日野聡vs立花慎之介 平成ニッポン・国取り合戦ラジオ!! 聴くだけでHOTになれるトークCD
  - 日野聡vs立花慎之介 平成ニッポン・国取り合戦ラジオ!! 聴くだけでCOOLになれるトークCD
  - 日野聡vs立花慎之介 平成ニッポン・国取り合戦ラジオ!! 聴くだけで桜満開になれるトークCD
  - 日野聡vs立花慎之介 平成ニッポン・国取り合戦ラジオ!! 聴くだけで運が開けるトークCD
  - 国取りラジオ!! 新語・流行語 解説CD
  - MARINE SUPER WAVEくじ テーマトークCD 日野聡vs立花慎之介 平成ニッポン・国取り合戦ラジオ!!
  - MARINE SUPER WAVEくじ コーナーチェンジCD 2D LOVE印の新名物
  - MARINE SUPER WAVEくじ コーナーチェンジCD Driver's High!!印の新名物
  - MARINE SUPER WAVEくじ コーナーチェンジCD 国取りラジオ的『HTP』
  - MARINE SUPER WAVEくじ コーナーチェンジCD 国取りラジオ的『ナビカワ君』
- 日野聡・立花慎之介 名門アウトロー学園 シリーズ
  - 日野聡・立花慎之介 名門アウトロー学園 DJCD Vol.1 マル秘流出! アウトロー学園職員会議
  - ラジオDVD 日野聡・立花慎之介 名門アウトロー学園 特盛り!
  - 日野聡・立花慎之介 名門アウトロー学園ファンディスク Vol.1 アウトロー学園流 卒業式
  - 日野聡・立花慎之介 名門アウトロー学園 DJCD Vol.2 またまた流出!? アウトロー学園職員会議
- ファミ通キャラクターズDX〜ボクらのTVゲーム〜Season2
- Photograph Journey 〜in Kyoto〜（九条静月）
- フシギカフェとデンパな宇宙人（宇宙人ティケシー・トランケット）
- Blackish House alone with U series vol.4 〜Madoka〜（久世円）
- 紅花ラジオ
- ラジオCD 亡念のザムド ザンバニ号放送局
- マリン・エンタテインメント Radio PR コメント 2011年秋Ver.
- めいこい音声劇場 安眠シチュエーションCDシリーズ6 グッナイ・プレザント・ドリーム〜小泉八雲編〜（小泉八雲）
- モモグレライブCD「森川智之のモリモリさんぽ 電車でGO!〜ゆりかもめ編〜」
- 宵月ノ雫〜幕末恋綴り〜壱ノ章 高杉晋作（高杉晋作）
- DJCD ラジオ☆ロデ Vol.1
- LOVE×EXERCISE vol.1 〜あなたのダイエットをアメとムチで指導するCD〜（西園寺凪）
- 龍の契〜紫と黄の焦燥〜（日辰紫音）
- ロンハールーム 全部入り

### その他コンテンツ
- ときめきメモリアル Girl's Side 3rd Story アルバムモードコレクション
- ときめきメモリアル Girl's Side Voice Collection -15th Anniversary BOX-
- BeeTV「声感☆ラブメッセージ」（2013年）
- ボイレピ♪ 朝ごはん #8 立花慎之介さんの声で作る「とろ〜りチーズの温玉ミートドリア」（2020年）[280]
- Clock over ORQUESTA（2021年 - 、九重九日（青年）[281]）
- Hello!! LEOSTUDIO（2022年、白波鳴百[282]）
- 越えざるは紅い花〜対の月〜 録りおろしボイスドラマ音源「生きる意味」（2023年、トーヤ）※アニメイト限定購入特典ストリーミングコード[283]）
- 超人的シェアハウスストーリー『カリスマ』（2023年 - 、中神総右衛門[284]）
- 朗読劇『ドリアン・グレイの肖像』（2023年5月5日、ドリアン・グレイ）
- 幻調乱歩4 夜明けに怯える怪機城（2025年[285]）

## ディスコグラフィ
Lux-age名義
- アルコバレーノ! 主題歌「Radiance!」
- オトメイトVocal Best 〜Vol.2〜
- TOMORROW MAKER
- HAPPIES BEST Vol.1
- Radical Drive

農民一揆名義
- This is 農民道〜これがオラの生きる道〜
- VIVA la IKKI
- 田園歌-End of the war-

その他
- アニメイトTV情報バラエティ 立花慎之介＆三浦祥朗のあにらぶ 主題歌 ※DJCDに収録
「Tariki☆Hongan」
- CABA Vol.3
「EYES ON ME」
- 福山潤 オリジナルアルバム「浪漫的世界31」（ポンチョコーラス隊）

### キャラクターソング
| 発売日   | 商品名                                                                           | 歌 | 楽曲                                                      | 備考                                                                           |
| 2011年   | 2011年                                                                           | 2011年 | 2011年                                                    | 2011年                                                                         |
| -------- | -------------------------------------------------------------------------------- | --- | --------------------------------------------------------- | ------------------------------------------------------------------------------ |
| 3月23日  | 歌なんかぜんぜん歌いたくないんだからねっ!!                                       | 岸川啓一郎（立花慎之介）、山代拓実（松本健太）、黒崎大吾（市来光弘）、高梨修輔（豊永利行） | 「走れ!!AGE探検隊」                                       | テレビアニメ『お兄ちゃんのことなんかぜんぜん好きじゃないんだからねっ!!』関連曲 |
| 8月3日   | いつか天魔の黒ウサギ キャラクターソングCD Vol.1                                  | 鉄大兎（立花慎之介） | 「片割れ星」                                              |                                                                                |
| 2014年   |                                                                                  | |                                                           |                                                                                |
| 4月23日  | ロマネスクレコード 其ノ参 暁の輪舞曲-beyond the luna-                            | 藤田五郎（福山潤）、小泉八雲（立花慎之介） | 「暁の輪舞曲-beyond the luna-」                           | ゲーム『明治東亰恋伽』関連曲                                                   |
| 2015年   |                                                                                  | |                                                           |                                                                                |
| 9月16日  | ボーイフレンド（仮）キャラクターCDシリーズ vol.7 周圭斗&喜多川翔太&桑門碧&廣瀬櫂 | 周圭斗（立花慎之介） | 「Black Black Love」                                      | ゲーム『ボーイフレンド（仮）』関連曲                                           |
| 2016年   |                                                                                  | |                                                           |                                                                                |
| 2月24日  | 星空ランデブー                                                                   | 聖ジョルジョ（杉田智和）、メディチ（立花慎之介）、ヘルメス（福山潤）、マルス（小野大輔） | 「星空ランデブー」                                        | テレビアニメ『石膏ボーイズ』主題歌                                             |
| 3月9日   | ボーイフレンド（仮）キャラクターソングアルバム vol.2                             | 周圭斗（立花慎之介）、喜多川翔太（KENN）、桑門碧（日野聡）、廣瀬櫂（保志総一朗） | 「wonderful happiness」                                   | ゲーム『ボーイフレンド（仮）』関連曲                                           |
| 6月22日  | SILVER SKY                                                                       | Re:vale | 「SILVER SKY」 「Dis one.」                               | ゲーム『アイドリッシュセブン』関連曲                                           |
| 10月21日 | ロマネスクレコード2 其ノ陸 摩訶不思議アパリション                                | 小泉八雲（立花慎之介） | 「摩訶不思議アパリション」                                | ゲーム『明治東亰恋伽』関連曲                                                   |
| 2017年   |                                                                                  | |                                                           |                                                                                |
| 3月22日  | 遙かなる時空の中で6 幻燈ロンド 甘美ナル歌                                        | ルードハーネ（立花慎之介） | 「horoscope」                                             | ゲーム『遙かなる時空の中で6 幻燈ロンド』関連曲                                 |
| 8月23日  | TRUE LOVE                                                                        | 大柴康介（前野智昭）、勢多川正広（増田俊樹）、支倉麻也（立花慎之介）、大柴健介（松岡禎丞） | 「TRUE LOVE」                                             | テレビアニメ『ひとりじめマイヒーロー』エンディングテーマ                       |
| 8月23日  | TRUE LOVE                                                                        | 支倉麻也（立花慎之介） | 「TRUE LOVE」                                             | テレビアニメ『ひとりじめマイヒーロー』エンディングテーマ                       |
| 8月23日  | NOT ONLY FRIEND, BUT ONLY LOVE                                                   | 支倉麻也（立花慎之介）、大柴健介（松岡禎丞） | 「NOT ONLY FRIEND, BUT ONLY LOVE」                        | テレビアニメ『ひとりじめマイヒーロー』関連曲                                   |
| 8月23日  | NOT ONLY FRIEND, BUT ONLY LOVE                                                   | 支倉麻也（立花慎之介） | 「NOT ONLY FRIEND, BUT ONLY LOVE」                        | テレビアニメ『ひとりじめマイヒーロー』関連曲                                   |
| 8月23日  | NOT ONLY FRIEND, BUT ONLY LOVE                                                   | 支倉麻也（立花慎之介）、大柴健介（松岡禎丞） | 「TRUE LOVE」                                             | テレビアニメ『ひとりじめマイヒーロー』エンディングテーマ                       |
| 9月27日  | ボーイフレンド（仮）プロジェクト ミュージックアルバム 藤城学園 #01               | 周圭斗（立花慎之介）、鳴海雅人（横山遵）、日向湊（髙橋孝治） | 「ホーンテッド パレード」                                 | ゲーム『ボーイフレンド（仮）きらめき☆ノート』関連曲                            |
| 2018年   |                                                                                  | |                                                           |                                                                                |
| 1月10日  | NO DOUBT                                                                         | Re:vale | 「NO DOUBT」 「太陽のEsperanza」                          | ゲーム『アイドリッシュセブン』関連曲                                           |
| 2月23日  | ひとりじめソングコレクション                                                     | 支倉麻也（立花慎之介）、大柴健介（松岡禎丞） | 「ハートシグナル」                                        | テレビアニメ『ひとりじめマイヒーロー』関連曲                                   |
| 6月20日  | Bullet of Loyalty                                                                | ブラウン・ベス（八代拓）、シャルルヴィル（立花慎之介）、スプリングフィールド（蒼井翔太）、ケンタッキー（梶裕貴） | 「Bullet of Loyalty」                                     | ゲーム『千銃士』テーマソング                                                   |
| 6月20日  | Bullet of Loyalty                                                                | ブラウン・ベス（八代拓）、シャルルヴィル（立花慎之介）、スプリングフィールド（蒼井翔太）、ケンタッキー（梶裕貴） | 「Be Noble 〜自由へのRebirth〜」                          | ゲーム『千銃士』関連曲                                                         |
| 6月23日  | 魔法使いと黒猫のウィズ 5th Anniversary Original Soundtrack                       | ミハネ（立花慎之介）、アスピナ（岡咲美保） | 「Tear-River」                                            | ゲーム『クイズRPG 魔法使いと黒猫のウィズ』関連曲                               |
| 8月1日   | Noble Bullet 01 アメリカ独立戦争グループ                                         | シャルルヴィル（立花慎之介） | 「Merci Beaucoup!! 〜スウィートデイズ♥〜」                | ゲーム『千銃士』関連曲                                                         |
| 8月22日  | antique memory                                                                   | ブラウン・ベス（八代拓）、シャルルヴィル（立花慎之介）、スプリングフィールド（蒼井翔太）、ケンタッキー（梶裕貴） | 「antique memory」                                        | テレビアニメ『千銃士』オープニングテーマ                                       |
| 8月22日  | antique memory                                                                   | ブラウン・ベス（八代拓）、シャルルヴィル（立花慎之介） | 「シグナル」                                              | テレビアニメ『千銃士』関連曲                                                   |
| 9月26日  | TAKE A DREAM!!                                                                   | 三毛門紫音（蒼井翔太）、花房柳（古川慎）、浅霧巳影（立花慎之介）、柴咲真也（山口智広）、白華時雨（小林裕介）、槙千鶴（土岐隼一）、志部谷幽（畠中祐）、牛若湊（中島ヨシキ） | 「ゆめの世界へようこそ」                                  | ゲーム『DREAM!ing』関連曲                                                      |
| 12月5日  | Re:al Axis                                                                       | Re:vale | 「激情」 「TO MY DEAREST」 「星屑マジック」 「奇跡」      | ゲーム『アイドリッシュセブン』関連曲                                           |
| 2019年   |                                                                                  | |                                                           |                                                                                |
| 2月27日  | テレビアニメ『明治東亰恋伽』エンディングテーマ集                                 | 小泉八雲（立花慎之介）、泉鏡花（岡本信彦） | 「メロウな夜に踊りましょう」                              | テレビアニメ『明治東亰恋伽』エンディングテーマ                                 |
| 3月27日  | BLACK OUT/HAPPY ENTERTAINER 〜ゆめライブCD 黒寮VS白寮〜                          | 虎澤一生（深町寿成）、浅霧巳影（立花慎之介）、花房柳（古川慎）、三毛門紫音（蒼井翔太）、柴咲真也（山口智広）、白華時雨（小林裕介） | 「HAPPY ENTERTAINER」                                     | ゲーム『DREAM!ing』関連曲                                                      |
| 3月27日  | BLACK OUT/HAPPY ENTERTAINER 〜ゆめライブCD 黒寮VS白寮〜                          | 望月悠馬（島﨑信長）、花房柳（古川慎）、新兎千里（花江夏樹）、獅子丸孝臣（内田雄馬）、針宮藤次（豊永利行）、三毛門紫音（蒼井翔太）、虎澤一生（深町寿成）、浅霧巳影（立花慎之介）、柴咲真也（山口智広）、白華時雨（小林裕介）、竜ヶ崎仁（武内駿輔）、槙千鶴（土岐隼一）、志部谷幽（畠中祐）、牛若湊（中島ヨシキ）、久磨凛太朗（柿原徹也）、ビアンキ由仁（天野七瑠） | 「TAKE A DREAM!!（特進生集合Ver.）」                      | ゲーム『DREAM!ing』関連曲                                                      |
| 9月25日  | Noble Recollections 01                                                           | ブラウン・ベス（八代拓）、シャルルヴィル（立花慎之介）、スプリングフィールド（蒼井翔太）、ケンタッキー（梶裕貴）、ペンシルヴァニア（伊東健人） | 「antique memory 〜アメリカ独立戦争 5 bullets edition〜」 | ゲーム『千銃士』関連曲                                                         |
| 12月20日 | アイドリッシュセブン Re:member 第3巻特装版特典CD                                 | 千（立花慎之介）、万理（興津和幸） | 「未完成な僕ら」                                          | 漫画『アイドリッシュセブン Re:member』関連曲                                   |
| 12月24日 | Wonderful Octave 千                                                              | 千（立花慎之介） | 「千年先もずっと...」 「Wonderful Octave」                | ゲーム『アイドリッシュセブン』関連曲                                           |
| 2020年   |                                                                                  | |                                                           |                                                                                |
| 1月22日  | Re-raise                                                                         | Re:vale | 「Re-raise」 「永遠性理論」 「t(w)o...」                  | ゲーム『アイドリッシュセブン』関連曲                                           |
| 7月29日  | DREAM!ing ゆめライブCD side WHITE                                                | 虎澤一生（深町寿成）、浅霧巳影（立花慎之介） | 「Amnesia」                                               | ゲーム『DREAM!ing』関連曲                                                      |
| 8月19日  | 遙かなる時空の中で7 ヴォーカル集 紺青の歌                                        | 黒田長政（立花慎之介） | 「強く燃やせ命」                                          | ゲーム『遙かなる時空の中で7』関連曲                                            |
| 8月26日  | ミライノーツを奏でて                                                             | Re:vale | 「ミライノーツを奏でて」                                  | テレビアニメ『アイドリッシュセブン Second BEAT!』エンディングテーマ            |
| 8月26日  | ミライノーツを奏でて                                                             | Re:vale | 「Fly! More Liberty」                                     | テレビアニメ『アイドリッシュセブン Second BEAT!』関連曲                        |
| 2021年   |                                                                                  | |                                                           |                                                                                |
| 1月13日  | BEYOND THE SHiNE                                                                 | Re:vale | 「It's ALL-for you-」                                     | テレビアニメ『アイドリッシュセブン Second BEAT!』エンディングテーマ            |
| 3月26日  | CLOQUESTA                                                                        | 九重九日（立花慎之介） | 「se9uel」                                                | 『Clock over ORQUESTA』関連曲                                                  |
| 4月7日   | アイドリッシュセブン Collection Album vol.2                                      | Re:vale、IDOLiSH7 | 「Happy Days Creation!」                                  | ゲーム『アイドリッシュセブン』関連曲                                           |
| 7月28日  | ファビュラスナイト Host-Song Reservation -Indigo- トワイライト                   | 千極兆司（立花慎之介）、白洲（古川慎） | 「Mr.Trillion feat. CLUB Twilight」                       | 『ファビュラスナイト』関連曲                                                   |
| 7月28日  | ファビュラスナイト Host-Song Reservation -Indigo- トワイライト                   | 千極兆司（立花慎之介） | 「a little Pianissimo」                                   | 『ファビュラスナイト』関連曲                                                   |
| 9月14日  | 魔法使いと黒猫のウィズ 8th Anniversary Original Soundtrack                       | ラディウス（加藤和樹）、ミハネ（立花慎之介） | 「Dual-Rize」                                             | ゲーム『クイズRPG 魔法使いと黒猫のウィズ』関連曲                               |
| 12月1日  | Clock over ORQUESTA First season BATTLE Vol.06 九重九日                          | 九重九日（立花慎之介、佐藤利奈） | 「Unnamed Color」                                         | 『Clock over ORQUESTA』関連曲                                                  |

- GARNET CRADLE オリジナルサウンドトラック
「微睡む月の夜のアリア」（サーリヤ）
- 学園天国〜ファイン★レインばーじょん
「学園天国〜ファイン★レインばーじょん」（セリフ&コーラス：トーマ、ノーチェ〈升望〉、シフォン〈加藤英美里〉）
- 神様はじめました ※Blu-ray/DVD 第1巻 初回版特典
「神様ヘルプ!」（巴衛、鞍馬〈岸尾だいすけ〉、瑞希〈岡本信彦〉）
- 神様はじめました ※Blu-ray/DVD 第3巻 初回版特典
「レッツバリバリ神使の慈愛」（巴衛）
- 神様はじめました〜ドキドキあやかしLOVE〜オリジナルキャラクターソングCD
「契約の心」（巴衛）
- 神様はじめました◎堕天使DA☆TEN☆DIE KURAMA/レッツバリバリ神使の慈愛-発茶怪remix-
「レッツバリバリ神使の慈愛-発茶怪remix-」（巴衛）
- 神様はじめました◎キャラソン01〜いつでも君の味方!神使's〜
「二人の雨」（巴衛、瑞希〈岡本信彦〉）
「想いかんざし花一輪」（巴衛）
- 神様はじめました◎キャラソン02〜奈々生ひとり占め〜
「背中合わせの空模様」（奈々生〈三森すずこ〉、巴衛）
- 神様はじめました◎キャラソン04〜血塗られた兄弟の絆〜
「Dark Side x Out Side」（悪羅王〈諏訪部順一〉、巴衛）
- 神様はじめました◎キャラソン06〜漆黒の堕天使 降臨の宴〜
「Buddy Guy」（鞍馬〈岸尾だいすけ〉、巴衛）
- 神様はじめました◎ ※Blu-ray/DVD 上巻特典
「Happiness〜ミカゲ社のテーマ〜」上巻Ver.（巴衛、乙比古〈高橋広樹〉、大国主〈森久保祥太郎〉）
- 神様はじめました◎ ※Blu-ray/DVD 中巻特典
「Happiness〜ミカゲ社のテーマ〜」中巻Ver.（奈々生〈三森すずこ〉、巴衛、瑞希〈岡本信彦〉、 護〈山下大輝〉、乙比古〈高橋広樹〉、大国主〈森久保祥太郎〉、悪羅王〈諏訪部順一〉）
- 神様はじめました◎ ※Blu-ray/DVD 下巻特典
「Happiness〜ミカゲ社のテーマ〜」下巻Ver.（奈々生〈三森すずこ〉、巴衛、瑞希〈岡本信彦〉、 護〈山下大輝〉、乙比古〈高橋広樹〉、大国主〈森久保祥太郎〉、悪羅王〈諏訪部順一〉、二郎〈羽多野渉〉、翠郎〈平川大輔〉、夜鳥〈下野紘〉）
- 銀河へキックオフ!! キャラクターソングアルバム 三つ子の悪魔編
「Kaleidoscope」（降矢竜持）
- 銀河へキックオフ!! キャラクターソングアルバム 桃山プレデター編
「efficient life」（降矢竜持）
- クラ×ラバ ラストシングル マイスターシンガーズ
「組曲 Crescendo of Love」（マイスターシンガーズ：バッハ〈森川智之〉、ベートーベン〈福山潤〉、モーツァルト、ショパン〈日野聡〉 ）
- 黒執事II キャラクターソング Vol.8「王子様、高唱」
「王子の品格」（ソーマ・アスマン・カダール）
「二人のハーモニー Soma side」（ソーマ・アスマン・カダール）
- Go!プリンセスプリキュア ボーカルアルバム2 〜For My Dream〜
「ストリングス」（カナタ&トワ〈沢城みゆき〉）
- サクラ大戦奏組 主題歌CD「円舞曲、君に/プレリュード 前奏曲」
「円舞曲、君に」（帝國華撃団・奏組：ヒューゴ・ジュリアード〈細谷佳正〉、G.O.バッハ〈日野聡〉、桐朋源二〈松岡禎丞〉、桐朋源三郎〈梶裕貴〉、フランシスコ・ルイス・アストルガ）
「プレリュード 前奏曲」（帝國華撃団・奏組：ヒューゴ・ジュリアード〈細谷佳正〉、G.O.バッハ〈日野聡〉、桐朋源二〈松岡禎丞〉、桐朋源三郎〈梶裕貴〉、フランシスコ・ルイス・アストルガ）
- サクラ大戦奏組 奏組歌音集
「あなたのファンタジア」（フランシスコ・ルイス・アストルガ）
- サクラ大戦奏組 ヴォーカルCD「我ら奏でるこの音で/春よ来い春よ」
「我ら奏でるこの音で」（帝國華撃団・奏組：ヒューゴ・ジュリアード〈細谷佳正〉、G.O.バッハ〈日野聡〉、桐朋源二〈松岡禎丞〉、桐朋源三郎〈梶裕貴〉、フランシスコ・ルイス・アストルガ）
- シノバズセブンボーカルソング集
「Dreamer」（昴・ウォーレン）
- シノバズセブン ※ステラワース連動特典
「メビウスの絆」（昴・ウォーレン）
- 世界一初恋 キャラクターソング Vol.2
「明日への放物線」（吉野千秋）
「同じヒカリ」（吉野千秋）
- Double Score 〜Cosmos×Camellia〜 ※限定版同梱CD
「Ageless Love」（周防壱成、戸高鷹介〈鳥海浩輔〉）
「Eternal flower」周防ver.（周防壱成）
- ときめきメモリアル Girl's Side 3rd Story キャラクターソング&エクストラサウンドトラック
「組曲」（設楽聖司）
- 華アワセ ヴォーカルCD 「五光」
「華アワセ」（いろは〈寺島拓篤〉、蛟〈福山潤〉、姫空木、唐紅〈日野聡〉、うつつ〈杉山紀彰〉 ）
「禁猟区」（姫空木）
- 華アワセ-姫空木編-ヴォーカルCD 望月
「月朧」（いろは〈寺島拓篤〉、蛟〈福山潤〉、姫空木、唐紅〈日野聡〉、うつつ〈杉山紀彰〉 ）
「虚空に咲いた花」（姫空木）
- 華アワセ-唐紅/うつつ編-ヴォーカルCD 花嵐
「乱レ桜」（いろは〈寺島拓篤〉、蛟〈福山潤〉、姫空木、唐紅〈日野聡〉、うつつ〈杉山紀彰〉 ）
「激情の雨」（姫空木）
- 遙かなる時空の中で5 暁の恋唄（らゔそんぐ）
「落葉記」（小松帯刀）
- 遙かなる時空の中で5 〜淡雪の心唄（そうる）〜
「八千代ノ華」（小松帯刀、福地桜智〈竹本英史〉）
「時空（とき）を越えて」（八葉：桐生瞬〈寺島拓篤〉、坂本龍馬〈鈴村健一〉、チナミ〈阿部敦〉、沖田総司〈岡本信彦〉、小松帯刀、福地桜智〈竹本英史〉、アーネスト・サトウ〈四反田マイケル〉、高杉晋作〈安元洋貴〉）
- ヴォーカル集 遙かなる時空の中で5 〜白妙の恋唄（らゔそんぐ）〜①
「連理ノ賢木」（小松帯刀）
- 遙かなる時空の中で6 黒キ万華鏡（カレイドスコープ）〜其の一〜
「不可欠ナ理由」（ルードハーネ）
- ヴォーカル集 遙かなる時空の中で6 浪漫ナル歌
「時空（とき）を旅する君へ」（有馬一〈寺島拓篤〉、ダリウス〈鈴村健一〉、コハク〈阿部敦〉、片霧秋兵〈岡本信彦〉、ルードハーネ、本条政虎〈竹本英史〉、萩尾九段〈四反田マイケル〉、里谷村雨〈安元洋貴〉）
- バラエティCD 遙かなる時空の中で6 黎明ノ二重奏（デュエット）〜蠱惑の森〜
「昏キ帝都ノ終末ニ」（ダリウス〈鈴村健一〉、ルードハーネ）
- 白虎隊 志士異聞記 音盤 其の弐
「桜華、散リ往ク頃」（鹿目千歳〈森久保祥太郎〉、才谷虎太朗〈谷山紀章〉、吾妻業平）
- Photograph Journey 〜in Kyoto〜
「朧月夜、花と舞う」（九条静月）
- プティフール キャラクターソングシリーズ vol.2 柿崎誠司&唐沢悠太
「IINO?」（柿崎誠司〈小野大輔〉、唐沢悠太）
「Love Menu」（唐沢悠太）
- Black Robinia 主題歌「Black Robinia」
「Black Robinia」（香津木零〈鈴木達央〉、如月秋羅）
- Black Robinia サウンドコレクション
「JUSTICE FLOWER」（如月秋羅）
- Last Escort -Club katze- オリジナルソングベスト
「Vamo'ya!」（つばさ）
「愛を叫んで」（つばさ）
- 「理系男子。NEXT」勉強になる!?キャラクターソング VOL.3
「壇ノ浦 レクイエム」（百井リン）
「原子分子STEP〜ぼくらの化学反応（キズナ）〜」（「理系男子。NEXT」主題歌 百井リン ソロバージョン）（百井リン）
- 「理系男子。NEXT」勉強になる!?キャラクターソング 第2弾
「君とナインティーン」（百井リン）
「プリティー☆ファニー☆モンスター!」 （百井リン、黒岩哲〈前野智昭〉）
- Rejet Sound Collection 「Beautiful World」
「Regulation of A」（黒うさぎ〈近藤隆〉、三月ウサギ）
「ワンシーン」（黒うさぎ〈近藤隆〉、三月ウサギ）

### その他参加作品
| 発売日        | 商品名                                                                        | 歌 | 楽曲                                                | 備考 |
| ------------- | ----------------------------------------------------------------------------- | --- | --------------------------------------------------- | ---- |
| 2019年9月25日 | Disney 声の王子様 Voice Stars Dream Selection II                              | 立花慎之介 | 「自由への扉」                                      |      |
| 2019年9月25日 | Disney 声の王子様 Voice Stars Dream Selection II                              | 浅沼晋太郎、天﨑滉平、荒牧慶彦、小澤廉、木村昴、高野洸、立花慎之介、橋本祥平、古川慎、増田俊樹、八代拓、山谷祥生 | 「みんなスター！」                                  |      |
| 2019年9月25日 | Disney 声の王子様 Voice Stars Dream Selection II アニメイト特典CD             | 立花慎之介 | 「みんなスター！」                                  |      |
| 2021年3月26日 | Disney 声の王子様 Voice Stars Dream Live 2020 特典CD                          | 荒牧慶彦、立花慎之介、古川慎                                                                                     | 「ハワイアン・ローラーコースター・ライド」          |      |
| 2021年3月26日 | Disney 声の王子様 Voice Stars Dream Live 2020 特典CD                          | 浅沼晋太郎、天﨑滉平、荒牧慶彦、木村昴、高野洸、立花慎之介、橋本祥平、古川慎、増田俊樹、八代拓、山谷祥生         | 「ずっとかわらないもの」 「ミッキーマウス・マーチ」 |      |
| 2021年3月26日 | Disney 声の王子様 Voice Stars Dream Live 2020 アニメイト特典CD                | 立花慎之介 | 「ミッキーマウス・マーチ」                          |      |
| 2022年7月27日 | [Re:collection] HIT SONG cover series feat.voice actors 〜00's-10's EDITION〜 | 立花慎之介 | 「明日への扉」                                      |      |

## 作家

### 小説
- 箱庭の令嬢探偵〜祥寺女子学院殺人事件〜（角川書店『小説屋sari-sari』2014年5月号、6月号）
- 箱庭の令嬢探偵〜ティータイムに憑物落としを（角川書店『小説屋sari-sari』2015年3月号）
- 探偵執事・九条公士郎（角川書店、2015年7月4日）

### 漫画原作
- 箱庭の令嬢探偵（フロイライン）（作画：おかざきおか）